# Dinero histórico del Tíbet

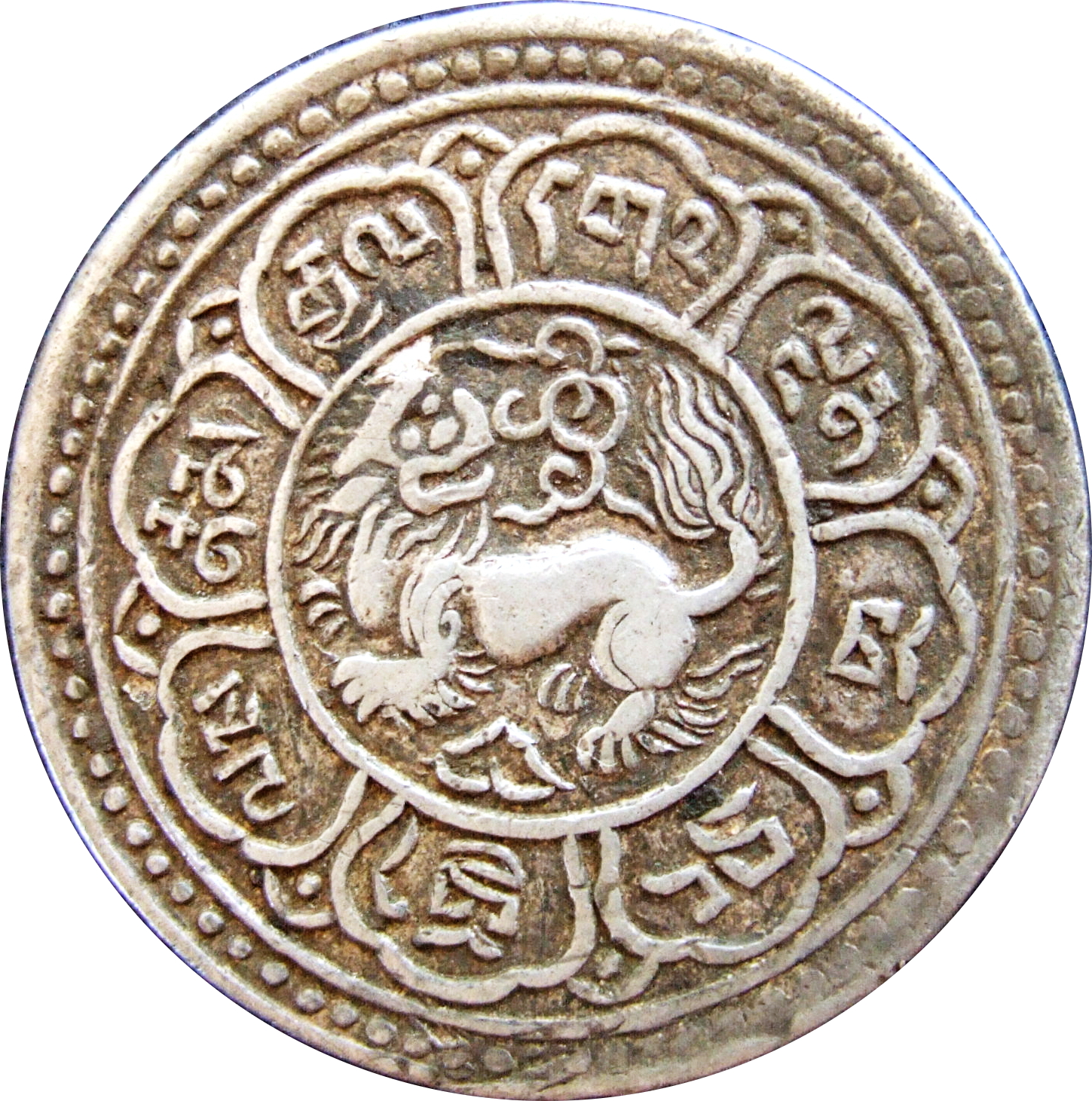
Anverso de una moneda de 1 srang tibetano de plata, fechada en el 15-43 (1909 d. C.).

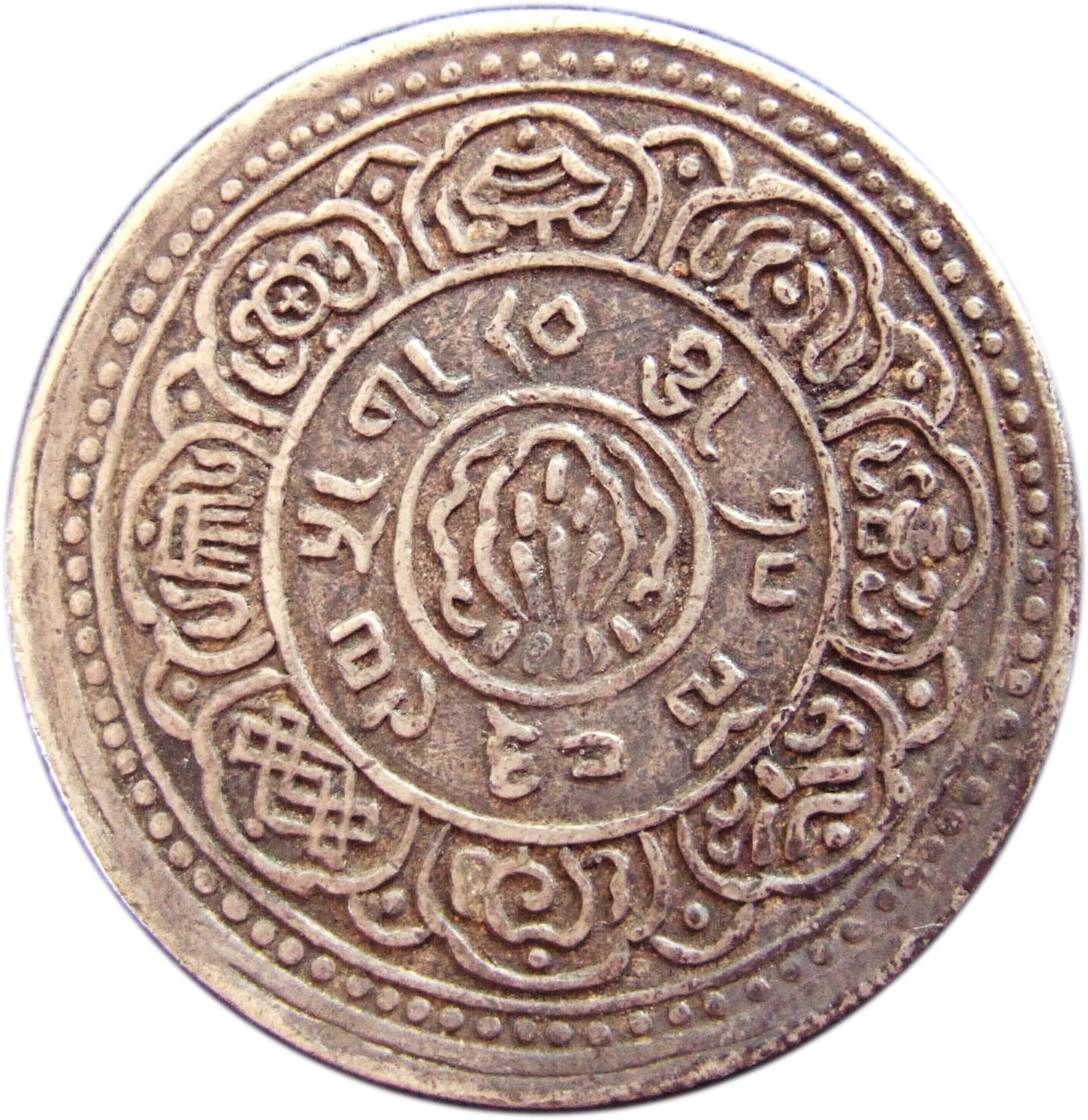
Reverso de una moneda de 1 srang tibetano de plata, fechada en el 15–43 (1909 d. C.).

El uso de dinero histórico en el Tibet empezó la antigüedad, cuando el Tíbet no acuñaba una moneda propia. El trueque era bastante común, el oro era otro de intercambio, mientras que el dinero de concha y las cuentas de piedras eran utilizados para compras muy pequeñas. Unas cuantas monedas de otros países eran también ocasionalmente usadas.
Las monedas se usaron por primera vez de manera más extensa en el siglo XVII: estas eran monedas de plata suministradas por Nepal. Aun así había varias dificultades con este sistema. En 1763/64 y 1785 las primeras monedas de plata se acuñaron en Tíbet. En 1792 se crearon las primeras monedas de plata producidas en masa las bajo la autoridad conjunta china y tibetana local. Las monedas que solo llevaban  inscripciones en tibetano fueron posteriormente reemplazadas por monedas con leyendas en ambos idiomas: en chino y en tibetano. Esto duró hasta la década de 1830. En 1840 se acuñó una moneda puramente tibetana bajo autoridad tibetana, y esta continuó ser haciéndose hasta 1954, con dos únicas  interrupciones breves cuándo se emitieron las monedas Sino-Tibetanas.
En 1910 el gobierno tibetano empezó producir una amplia gama de monedas de cobre y de plata de diferentes denominaciones, y de 1918 a 1921, se acuñaron monedas de oro.  Los billetes tibetanos fueron  emitidos por primera vez en 1913. De 1955 a 1959 no es emitieron más monedas tibetanas, a pesar de que los billetes todavía se seguían imprimiendo, y para 1959 todo el dinero fue gradualmente reemplazado con el yuan renminbi (la moneda oficial de la República Popular de China).

## Métodos de intercambio en el antiguo Tíbet
En el antiguo Tíbet, el uso de monedas era insignificante. Sus vecinos principales, India, Nepal y China habían tenido sus propias monedas desde tiempos inmemoriales. Sin embargo, en el Tíbet no había ninguna moneda acuñada localmente, a pesar de que un cierto número de monedas de Nepal, delTurquestán y de China había llegado al Tíbet por medio del comercio, o como donaciones a monasterios importantes. Algunas de estas monedas extranjeras pueden haberse introducido circulación, pero no se desarrollaron como un instrumento importante para las transacciones en la vida diaria, porque la mayoría del comercio dentro de Tíbet y también del comercio extranjero se llevaba a cabo mediante el trueque.

### Treque
El Tíbet tuvo el mayor volumen de comercio con China, los principales artículos de permuta eran caballos del noreste de Tíbet (Amdo), los cuales eran intercambiados por té chino. Tíbet también exportó hierbas medicinales, astas de ciervo, almizcle y oro a China, y, aparte del té, los comerciantes tibetanos importaron ropa de seda, porcelana y plata de China.
El volumen de comercio del Tíbet con sus vecinos del sur, India, Nepal y Bután, era mucho más pequeño. Los comerciantes tibetanos intercambiaban principalmente sal y lana por cereales (incluyendo arroz) con estos países. Tradicionalmente una medida de la sal era comerciada por una medida de cereales en la frontera con Nepal e India. Otros bienes de exportación menos importantes fueron las colas de yak, almizcle y animales vivos (cabras y ovejas). Para el siglo XVII, también se registró la exportación de halcones a India.
Para grandes transacciones dentro del Tíbet, fueron utilizados polvo de oro (probablemente atado en pequeñas bolsas de cuero) y lingotes de plata chinos. Estos lingotes venían en diferentes formas; el tipo más común se parecía a herraduras, y fueron llamados "rta rmig ma" en tibetano.
Para pequeñas transacciones, varios bienes consumibles (que tenían el mismo valor estándar entre la mayoría del tibetanos) podían ser utilizados. Entre otros, estos eran nueces de areca, tabaco, bufandas ceremoniales (khatas, también llamadas khadags; tibetano: kha btags) y té. El té era generalmente comerciado en forma de ladrillos de té (tibetano: ja sbag). Esto se convirtió en el medio de intercambio más importante en el siglo XIX, cuándo la moneda regular ya había sido introducida al Tíbet.

### Dinero de concha y dinero de cuenta de la piedra
Para compras pequeñas, cauríes (pequeñas conchas que se adquirieron principalmente en las Maldivas y que llegaron al Tíbet y China vía Bengala) y cuentas de piedra se registran como dinero en uso en el antiguo Tíbet.

### Monedas de oro antes de 1650
Antes de que el gobierno del 5º Dalai Lama fuera establecido varios pequeños lingotes de oro circularon en el Tíbet, algunos de los cuales estaban marcados con sellos. Hasta el momento no existe ningún consenso sobre si estas piezas podrían ser consideradas como monedas. Estamos bien informados sobre este tipo de moneda de oro, que se denominó "sho de oro" (tibetano: gser sho) porque los oficiales de finanza del nuevo gobierno tibetano recibieron en pago de impuestos en la forma de estos pequeños lingotes de oro. Los oficiales tuvieron que convertir estos al patrón monetario actual. Para evaluar la finura de estas piezas se utilizó una unidad de peso de oro estandarizada, el cual se la denominó como Sewa (en tibetano: se ba) Los tipos siguientes de piezas de oro constan en listas de los oficiales de finanzas:
|    | Nombre   | Peso del oro | Área donde este tipo circuló | Transcripción según Wylie |
| -- | -------- | ------------ | ---------------------------- | ------------------------- |
| 1. | Phagsho  | 30 Sewa      | Posiblemente Phag ri         | phag zho                  |
| 2. | Gugsho   | 27 Sewa      | mNga´ris                     | gug zho                   |
| 3. | Tagsho   | 27 Sewa      | sPu hreng                    | stag zho                  |
| 4. | Losho    | 27 Sewa      | sPu hreng                    | glo zho                   |
| 5. | Changsho | 24 Sewa      | lHa ngam                     | byang zho                 |
| 6. | Gursho   | 23 Sewa      | gTsang stod tshong ´dus      | mgur zho                  |
| 7. | Üsho     | 20 Sewa      | dBus                         | dbus zho                  |
| 8. | Esho     | 19 Sewa      | dBus                         | e zho                     |
| 9. | Gosho    | 32 Sewa      | En el área de Tashilhunpo    | mgo zho                   |

Además, se mencionan piezas designadas como Tsangsho (tibetano: gtsang zho), pero su peso en oro no está especificado. Por último, se menciona una moneda de oro llamada Sertam (tibetano: gser tam) qué tenía un peso en oro de 2 sewas. Quince Sertam correspondían a un Changsho estándar (Chagsho Tshema; tibetano: byang zho tshad ma). La unidad monetaria Gursho (Tibetan: mgur-zho) fue mencionada por Sarat Chandra Das en su Diccionario tibetano-inglés. Según este autor 1 Gursho era igual a 24 sewas.

### Lingotes de plata
Los lingotes de plata china (sycee) fueron utilizados hasta el siglo XX para transacciones grandes. Eran referidos como rta rmig ma ("pezuñas de caballos") y normalmente pesaban 50 tael, o 50 srang (aproximadamente 185 gramos). Existieron también lingotes de plata de un tamaño más pequeño, llamados gyag rmig ma (pezuña de yak) y otros todavía más pequeños, denominados como ra rmig ma (pezuña de cabra). En el siglo XX temprano los lingotes grandes valian aproximadamente unas 60–70 rupias indias, los lingotes medianos 12–14 rupias y los lingotes más pequeños unas 2–3 rupias. Los autores británico-indios ocasionalmente se refieren a las barras de plata encontradas en el Tíbet, algunas de las cuales fueron importadas de Kashgar, como "yambus", una expresión derivada del chino yuanbao.

## Monedas

### Acuñaciones tempranas, siglosXVIIyXVIII

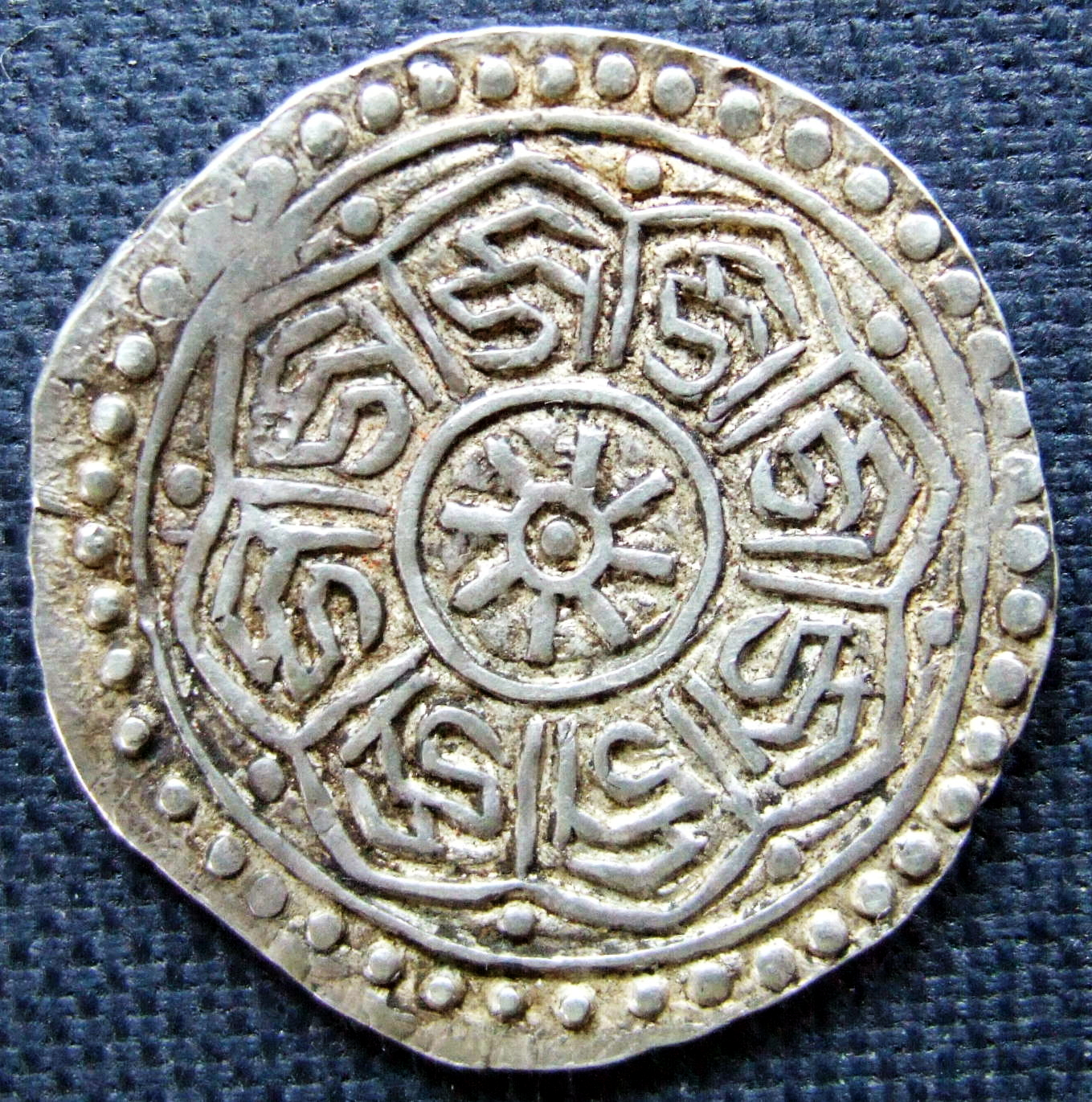
Reverso de un Tangka de Plata tibetana sin fechar (segunda mitad del) con ocho veces la sílaba "dza" en inscripción vartula. El tibetano "dza" puede usarse para transcribir la sílaba sánscrita "ja", que puede ser la abreviatura para "jaya" ("victorioso"). El diseño central de la moneda es una rueda con ocho radios, la cual es una referencia al "dharmacakra" budista ("rueda de la ley"). Así, el diseño y la inscripción de la moneda combinados puede tener el significando de "rueda de la ley victoriosa", o, en un sentido más amplio "enseñanza victoriosa de Buda".

La primera moneda que se utilizó ampliamente en el sur del Tíbet era monedas de plata, las cuales eran suministradas por los Reinos nepaleses de Malla y los primeros reyes del subsiguientes de la dinastía Shah desde alrededor de 1640 hasta 1791.
Tíbet proporcionó la plata para la acuñación de estas monedas y recibió monedas al mismo peso, los nepaleses obtuvieron una gran ganancia al alear la plata pura con cobre antes de la acuñación de las monedas. Debido a una disputa entre Nepal y el Tíbet con respecto a la pureza de las monedas de plata suministras por Nepal, la exportación de estas monedas se vio interrumpida luego de mediados del siglo XVIII.
Para superar la escasez de monedas en el Tíbet en aquella época, el gobierno tibetano empezó a acuñar sus propias monedas, siguiendo el modelo de los prototipos nepaleses. Esto ocurrió en 1763-64 y otra vez en 1785 sin interferencia alguna del gobierno chino.
Los nepaleses intentaron llevar a cabo el muy lucrativo negocio de las monedas durante la Dinastía Shah la cual había sido establecida por Prithvi Narayan Shah en el Valle de Katmandú en 1768. Primero suministraron mohares (monedas de plata las cuáles pesaban aproximadamente 5.4 gramos) de buena plata, pero buscaban que circularan en un índice de un nuevo mohar por dos de las viejas monedas de plata adulteradas acuñadas por los reyes Malla. Esto habría significado una enorme pérdida para los comerciantes tibetanos, así que el gobierno tibetano no aceptó estos términos.
El segundo rey Shah, quién gobernó de Katmandú, Pratap Singh Shah, suministró monedas de aleación de plata durante el periodo de 1775 hasta 1777. A partir de entonces, nuevamente los nepaleses intentaron introducir al Tíbet monedas de buena plata, que deberían haber circulado a un precio considerable en comparación con las monedas Malla y de Pratap Simha, los tibetanos se negaron, lo que resultó en una interrupción del comercio entre Nepal y el Tíbet. El Tíbet nuevamente experimentó con su propia moneda en 1785, para mitigar la escasez de monedas de plata.

### Fin delsigloXVIII

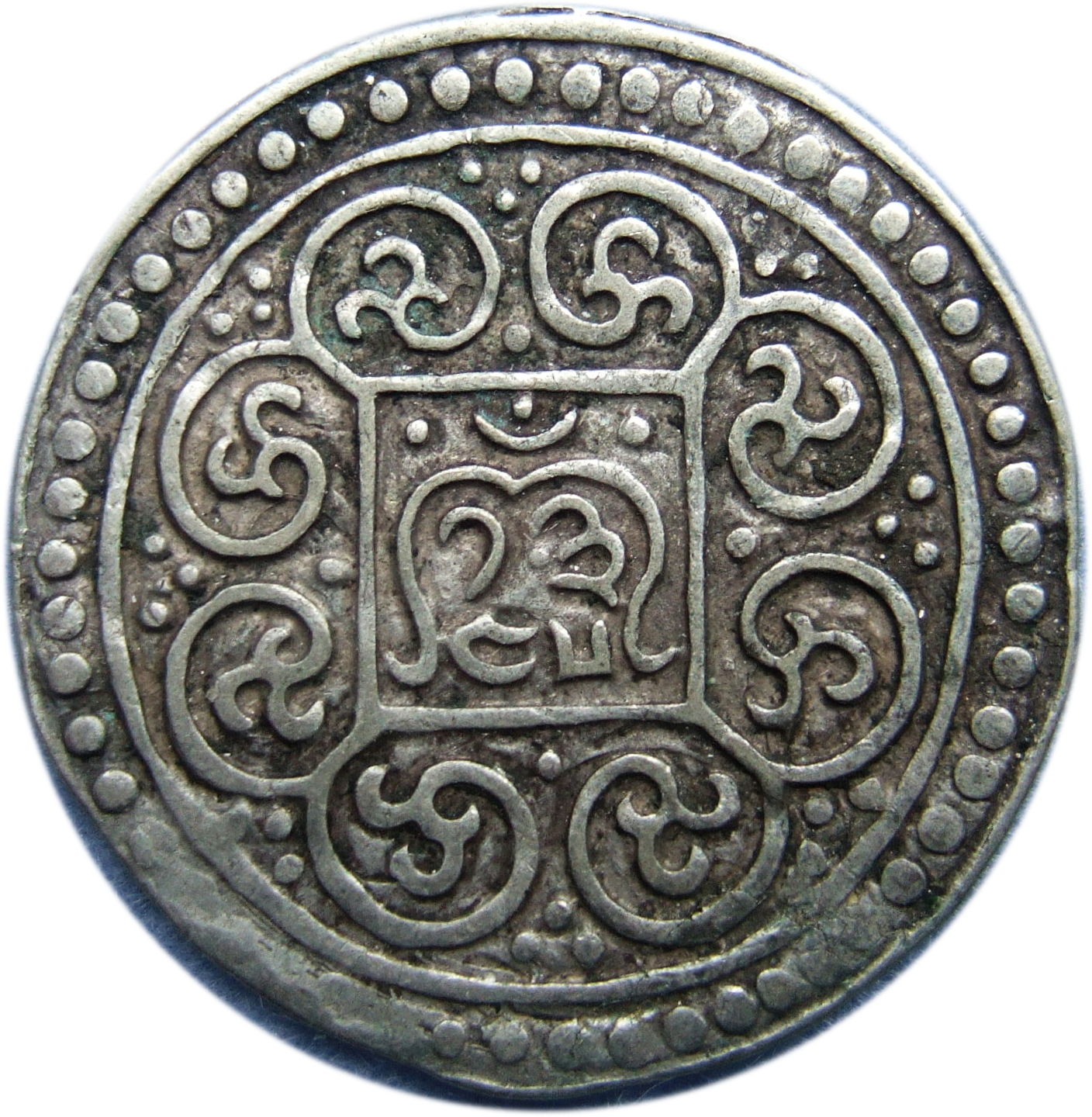
Anverso de un kong par tangka fechado en 13-45 (=1791),

Para reanudar la rentable exportación de monedas en sus términos, Nepal invadió el Tíbet en 1788 y en 1790/91. Cuándo el gobierno tibetano se dirigió a China para pedir su ayuda, un ejército imperial fue enviado al Tíbet. Junto con el ejército tibetano lograron expulsar a los nepaleses para el otoño de 1792.
Los chinos aprovecharon esta oportunidad para reforzar su control sobre el Tíbet y emitieron un edicto que, entre otras disposiciones, estipulaban la introducción de una nueva moneda de plata, acuñada en nombre del emperador Qianlong. Así mismo, desde ese entonces quedó prohibido importar monedas de plata de Nepal. Para resolver temporalmente la escasez de monedas en el Tíbet cuando el ejército chino llegó en 1791, los chinos habían permitido la acuñación de los llamados "Kong-par tangka", que se producían a partir de plata aleada y tenían un diseño copiado de prototipos nepaleses. . Estas tangkas, que primero se produjeron en la provincia de Kongpo y luego en Lhasa, fueron las primeras monedas de plata del Tíbet producidas en serie y tenían aproximadamente el mismo peso que sus contrapartes nepalesas, es decir, aproximadamente 5,2 gramos. A partir de 1793 se acuñaron en Lhasa nuevas monedas hechas de plata casi pura. Estos tenían inscripciones tanto tibetanas como chinas. Mientras tanto, la acuñación de Kong-par tangkas continuó durante el año 1792 y principios de 1793. Ambos tipos de monedas fueron autorizados por los chinos y acuñados bajo la supervisión conjunta china y tibetana, pero no formaban parte del sistema monetario chino, ya que la moneda de plata era desconocida en China durante el siglo XVIII y principios del XIX (con la excepción del área que hoy es la región autónoma de Sinkiang).

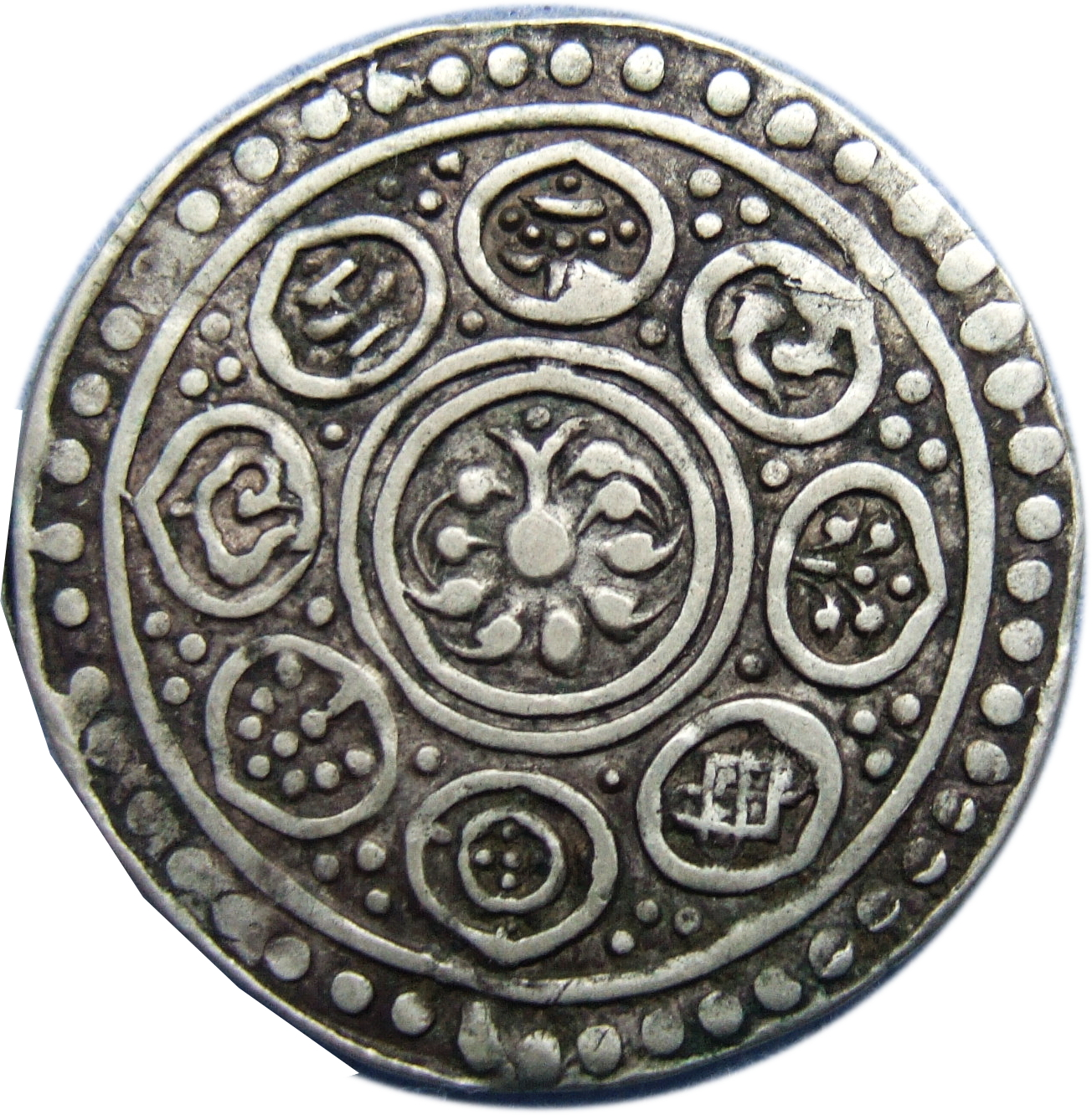
Reverso de un kong par tangka fechado en 13-45 (=1791).

En 1791, las autoridades chinas originalmente planearon originalmente lanzar monedas cash de cobre en el Tíbet. Si este plan se hubiera llevado a cabo, la moneda tibetana podría haberse convertido en parte del sistema de moneda chino. Pero este plan se abandonó porque habría resultado ser demasiado caro transportar cobre de China al Tíbet para emitir monedas cash en Lhasa.
Entre 1791 y 1836, el gobierno chino decidió en gran medida la moneda tibetana en consulta con las autoridades tibetanas, y las monedas de plata fueron acuñadas con el estándar sho (zho) (es decir, aproximadamente 3.7 gramos) en el año 58°; 59°; 60° de la era Qianlong (1793, 1794 y 1795 d. C.).
Unas cuantas monedas de plata fueron también acuñadas en el año 61.º de la era Qianlong (1796) quien había abdicado hacia el final de su 60.º año en el poder. Para el momento en el que la noticia de su abdicación llegó a Lhasa, algunas monedas de plata del 61.er año ya habían sido acuñadas y lanzadas para circulación.

### SigloXIX
Monedas sino-tibetanas de plata fueron acuñadas en los primeros seis años de la era Jiaqing (1796–1801), así como durante el 8.º y 9.º año (1803–04) y durante los últimos dos años de este reinado, los años 24.º y 25.º (1819–20). Durante la era Daoguang que siguió, monedas de plata fueron acuñadas sólo en los primeros cuatro años de esta era (1821–24) y en el 15.º y 16.º año (1835–36).

### 1840 a 1954, monedas del Gobierno Tibetano

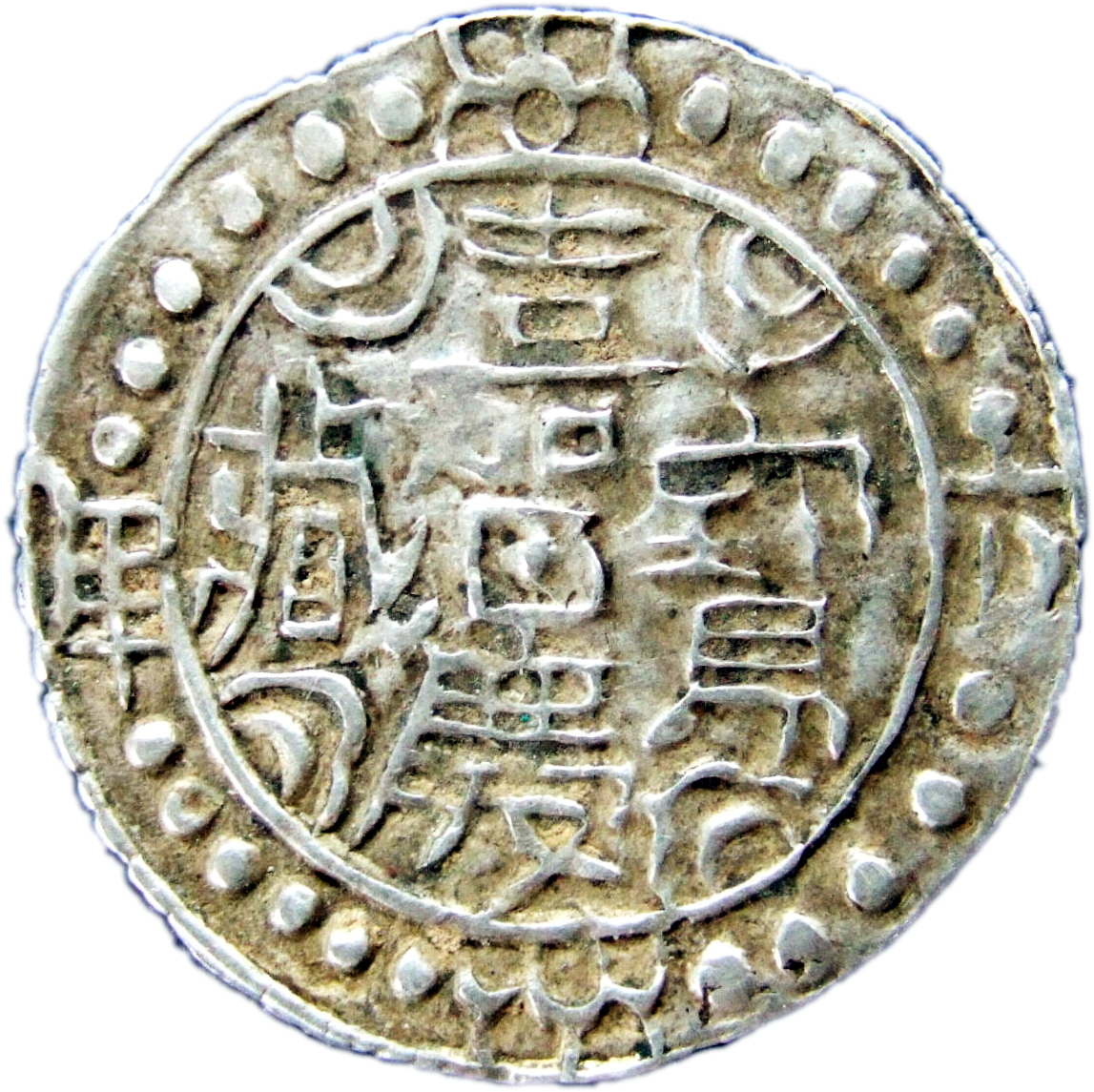
Moneda Sino-Tibetana del 6º año de la era Jiaqing (1801)

A partir de entonces, la influencia China se ve debilitada en el Tíbet, y desde 1840 hasta 1954 el gobierno tibetano tomó la decisión sobre su propio sistema monetario con una sola interferencia incidental de los chinos; las monedas de este período habían sólo inscripciones y diseños tibetanos, y no hacían ninguna referencia alguna a China.
El único incidente que interrumpió la producción de monedas puramente tibetanas ocurrió durante el corto periodo de 1909 a 1910 cuándo el gobierno tibetano acuñó monedas de cobre y de plata datadas al primer año de la era Xuan Tong (1909), y en 1910 cuándo el Amban chino (representante del Gobierno Imperial Chino) en Lhasa tenía monedas de plata y de cobre con leyendas en chino y tibetano. Estas fueron las únicas monedas acuñadas en el Tíbet las cuáles pueden considerarse como parte del sistema monetario chino de este periodo.
Los únicos diseños producidos en Lhasa entre 1840 hasta 1908 era monedas de plata acuñadas con el estándar tangka del recén creado "Ganden tangka" (Nicholas Rhodes: El Gaden Tangka del Tíbet. Oriental Numismatic Society, Occasional Paper, n.º 17, enero de 1983) y del diseño anterior "Kong-par tangka".

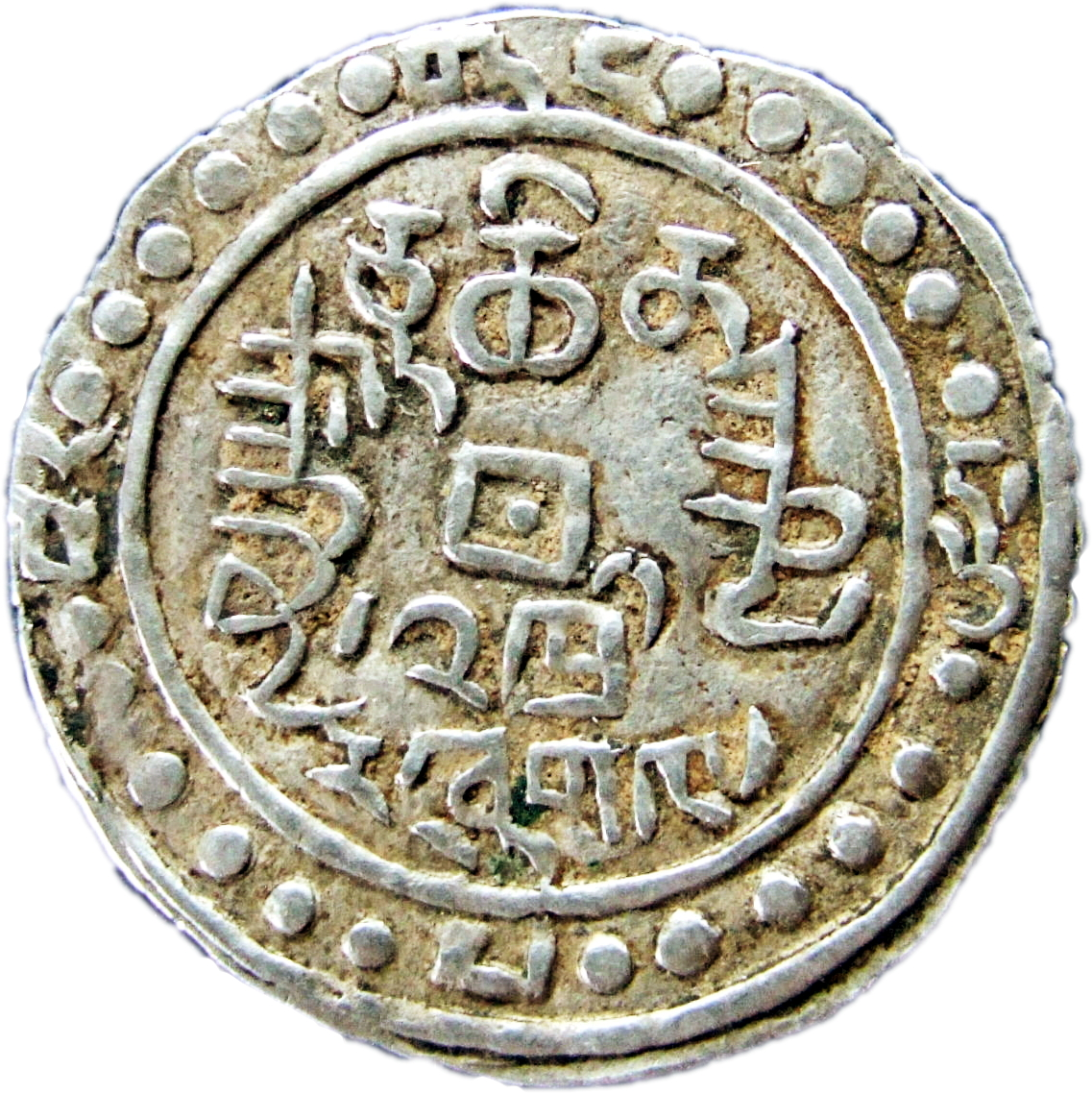
Moneda Sino-Tibetan del 6.º año de la era Jiaqing (1801) con inscripciones en Tibetano y Manchurio (reverso)

Después de la ya mencionada interrupción de la producción de monedas puramente tibetanas hacia el fin de la dinastía Qing (1909/10), el gobierno tibetano empezó a producir una gran selección de monedas de plata y cobre en varias denominaciones que variaban de 2 ½ skar a 1 srang. Posteriormente, se introdujeron monedas de plata de mayor denominación: 1 ½ y 3 srang (1933–1938 y 1946). Desde 1949 hasta 1952, las monedas con la denominación de "10 srang" las que contenían sólo aproximadamente un 10% de plata, fueron acuñadas; esta es la denominación más alta acuñada para circulación general en Tíbet.
Desde 1918 hasta principios de 1921, monedas de oro con la denominación "20 srang" fueron acuñadas en la ceca Serkhang que estaba localizada cerca deNorbulingka, la residencia de verano de los Dalai Lamas. Estas monedas de oro no circularon mucho en el Tíbet y era principalmente utilizado para almacenar riqueza, o fueron exportados a India donde un buen beneficio podía ser obtenido.
Las tangkas de plata del diseño "Ganden Tangka" continuó siendo acuñadas en el XX en paralelo a las otras denominaciones que se acaban de mencionar. La última moneda de plata tibetana de este diseño fue producida en 1953/54; se trataba de un número especial acuñado en plata fina para distribución a monjes en el área de Lhasa. Estas monedas acuñadas a máquina pulcramente estaban valoradas en cinco srang.
Desde 1840 hasta 1932  las monedas del Tíbet fueron acuñadas a mano, y más tarde con máquinas de fabricación locales accionadas por agua o por el hombre, en las diferentes cecas localizadas en Lhasa o alrededores.

### Circulación de monedas extranjeras y la rupia de Sichuan

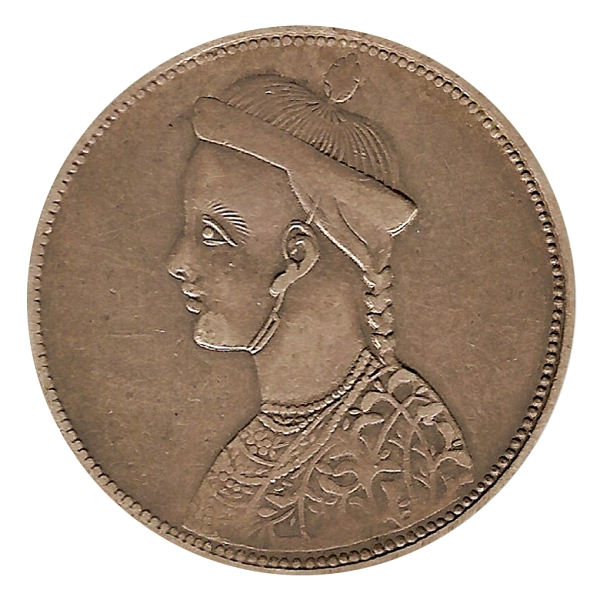
Rupia Sichuan. Emisión temprana de buena plata, acuñada en Chengdu en 1902 o posterior. Anverso.

Durante la segunda parte del siglo XIX y el primer tercio del XX, circularon en el Tíbet numerosas monedas de plata extranjeras. La mayoría de ellos se negociaron al peso, como dólares de plata mexicanos e hispanoamericanos, rublos rusos y marcos alemanes. La excepción fueron las rupias indias británicas, en particular las que tenían el retrato de la reina Victoria, que circularon ampliamente en el Tíbet y se prefirieron principalmente a las monedas tibetanas. Estas rupias eran de buena plata y tenían un valor fijo, cambiándose por tres tangkas hasta alrededor de 1920 y en los últimos años del XX aumentaron considerablemente de valor. Las autoridades chinas vieron la popularidad de las rupias indias entre los comerciantes tibetanos con recelo y en 1902 empezaron a acuñar sus propias rupias, que eran copias cercanas de las rupias indias de Victoria, reemplazando el retrato de la reina por el de un chino mandarín, o, como la mayoría de los numismáticos creen, del emperador Guangxu de China. Las rupias chinas se acuñaron en Chengdu y, a partir de la década de 1930, también en Kangding, la antigua ciudad fronteriza sino-tibetana en el oeste de Sichuan. Las primeras emisiones eran de buena plata y podían tener cierta popularidad entre los tibetanos, pero las emisiones posteriores, en particular las acuñadas en Kangding, tenían una cantidad considerable de aleación y, por lo tanto, no fueron aceptadas por muchos comerciantes. En el primer período de acuñación también se acuñaron en Chengdu un pequeño número de medias y cuartos de rupias. Dado que a menudo terminaban como botones o como piezas de joyería de plata, su producción se interrumpió pronto y, cuando se necesitaba un pequeño cambio, las rupias enteras se cortaban por la mitad o se cortaban en cuartos con la ayuda de una espada y un martillo. La cifra total de acuñación de las medias rupias fue de 130.000 y la del cuarto de rupias 120.000. Se estima que entre 1902 y 1942 se acuñaron entre 25.500.000 y 27.500.000 rupias de Sichuan.

## Billetes tibetanos

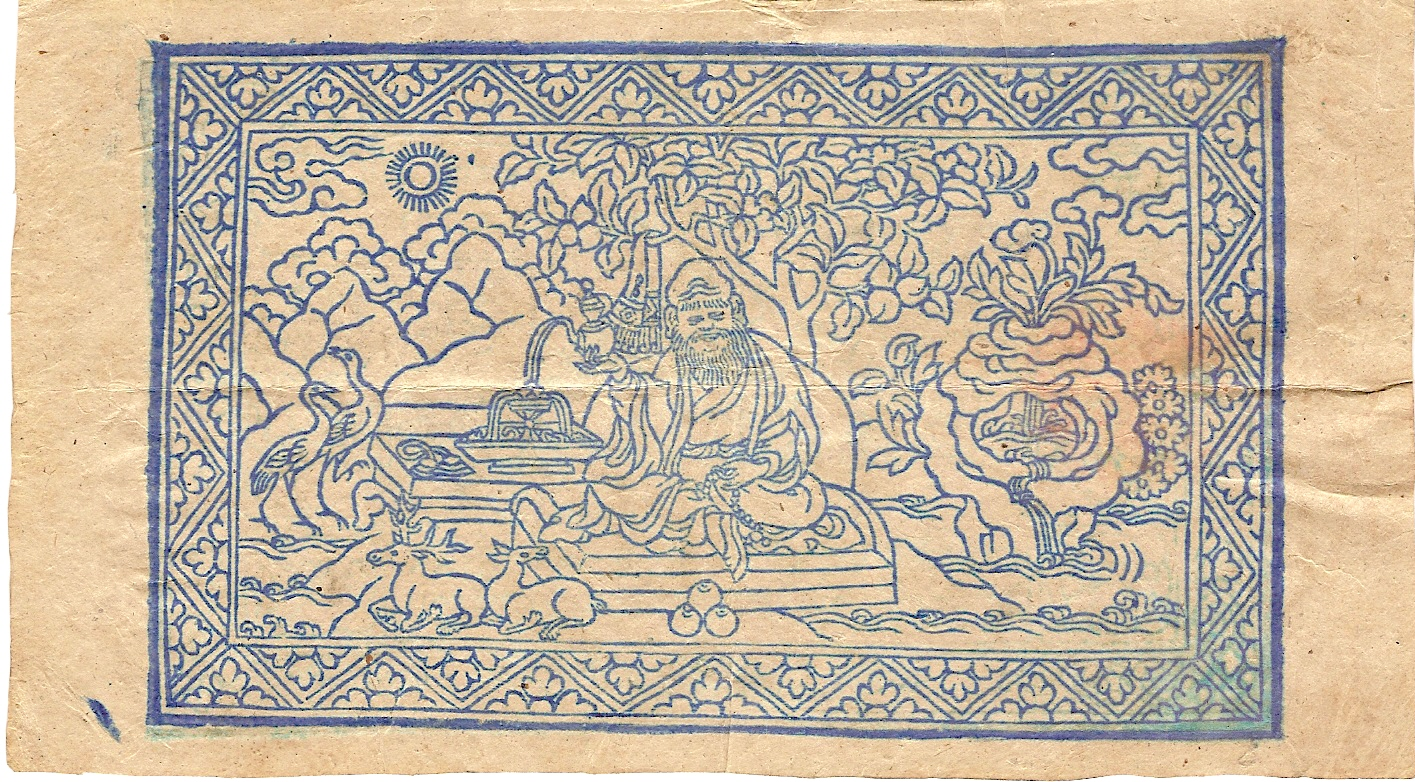
Reverso de un billete de 50 Tam, fechada en la Era Tibetana 1659 (= 1913). El tablero central muestra una escena llamada en tibetano tshe ring rnam drug (“seis [símbolos] de vida larga”), que consiste en un anciano (mi tshe ring) sentando bajo en lo que probablemente es un árbol de duraznos, su mano izquierda que descansa en su regazo y sostenía un rosario, su mano derecha está levantada y sostiene una olla de agua. Tres joyas están colocadas ante él y a su derecha se ven un par de ciervos y un par de grullas. Una cascada, una gran piedra en forma de una caracola, y las flores aparecen a la izquierda del hombre. La pareja de ciervos, las dos grullas, la roca, la cascada, el árbol de durazno, y el anciano mismo son todos símbolos asociados con la longevidad.

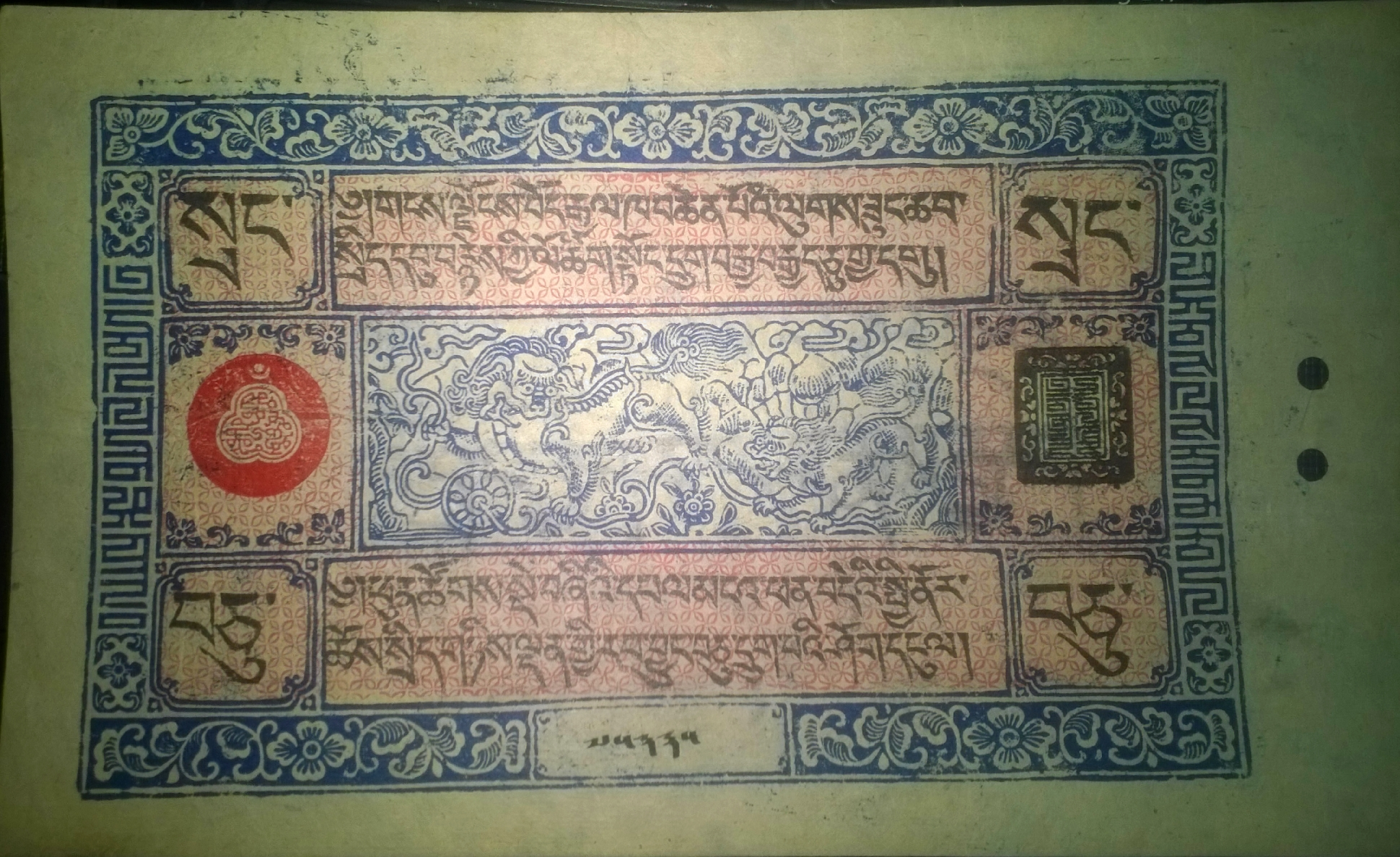
10 Srang

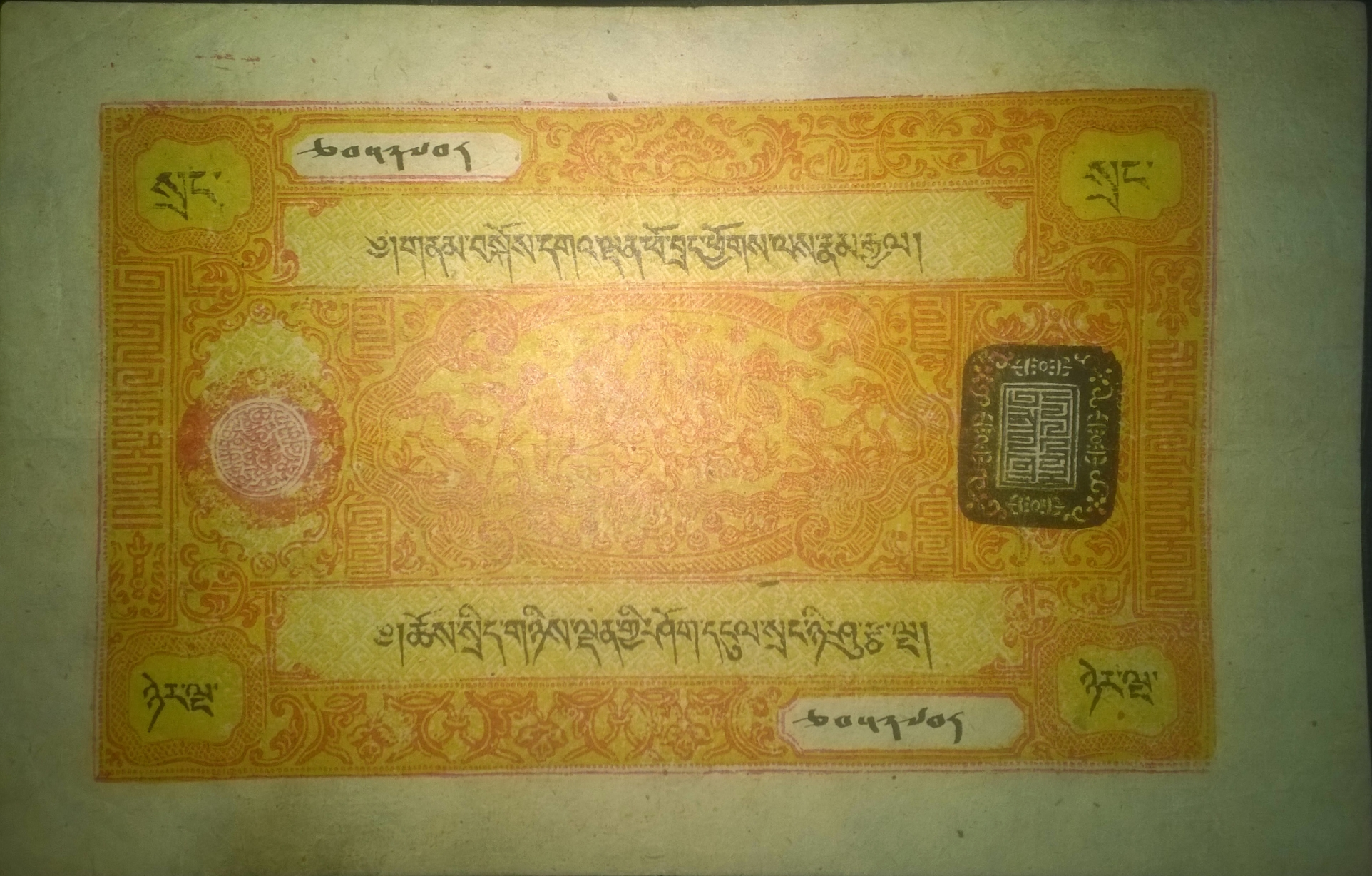
25 Srang

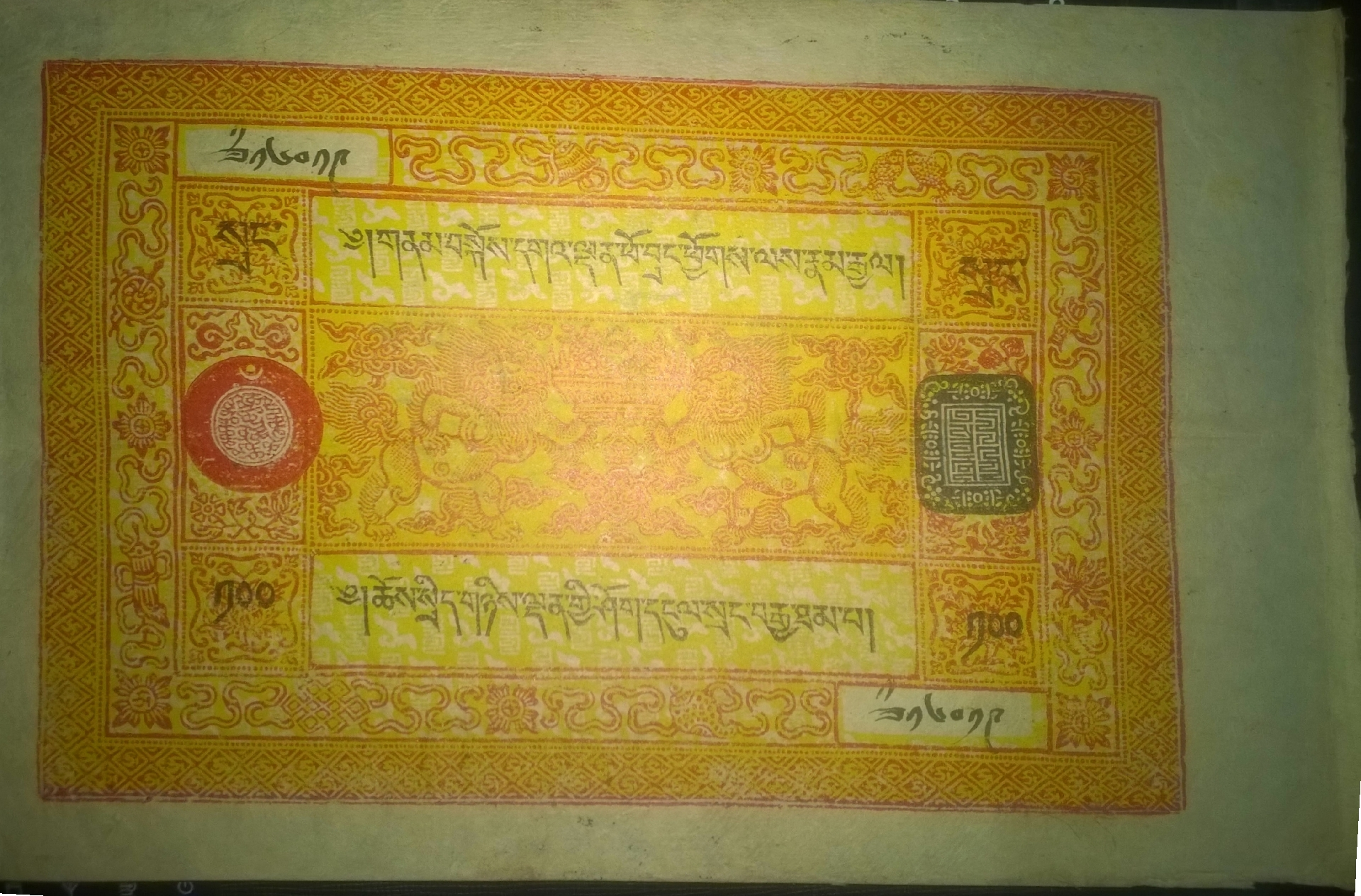
100 Srang

Los billetes tibetanos se emitieron por primera vez en enero de 1913 con las denominaciones de 5 tam (verde o azul) y 10 tam (rojo). Estos fueron fechados en el año 1658 de la era tibetana (que comenzó en 1912 d. C. y terminó a principios de 1913). Posteriormente, en 1913 d. C., siguieron otros problemas. Todas estas notas están fechadas en el año 1659 de la era tibetana, que comenzó en febrero de 1913 d. C. Son los siguientes: una nota de 10 tam (rojo), una nota de 15 tam (violeta), una nota de 25 tam (marrón o amarillo) y una nota de 50 tam (azul o violeta). Al igual que los dos números anteriores, llevan un sello rojo que representa la autoridad del Dalai Lama y un sello negro que tiene la siguiente inscripción en escritura tibetana 'phags pa (también llamada "escritura del sello"): gzhung dngul khang, y se puede traducir como "tesorería del gobierno" o "banco del gobierno". Las cinco notas tam continuaron imprimiéndose, pero la fecha de estas notas no se cambió, es decir, permaneció TE (Era Tibetana) 1658. Las primeras notas tibetanas estaban impresas en bloques de madera en papel producido localmente y numeradas a mano con tinta negra por calígrafos tibetanos especialmente capacitados. En la década de 1930 se retiraron de la circulación . Llevan la siguiente inscripción en el anverso:
"Gangs ljongs bod rgyal khab chen po´i lugs zung chab
"Srid dbu brnyes kyi lo chig stong drug brgya bcu nga brgyad
"Phun tshogs sde bzhi´i dpal mnga´ phan bde´i spyi nor
"Chos srid gnyis ldan gyi rab byung bco lnga pa´i[ba ´i] shog dngul."
Se ha sugerido la siguiente traducción para esta leyenda:
1658 años desde la fundación de la forma de gobierno religioso - secular en el gran país del Tíbet, la tierra de las nieves, el papel moneda (shog dngul) del ciclo 15 (rab byung bco lnga) del gobierno de religión y política (chos srid gnyis ldan), la joya universal (spyi nor) de beneficio y bendición, dotada de los cuatro tipos de auspiciosidad. 

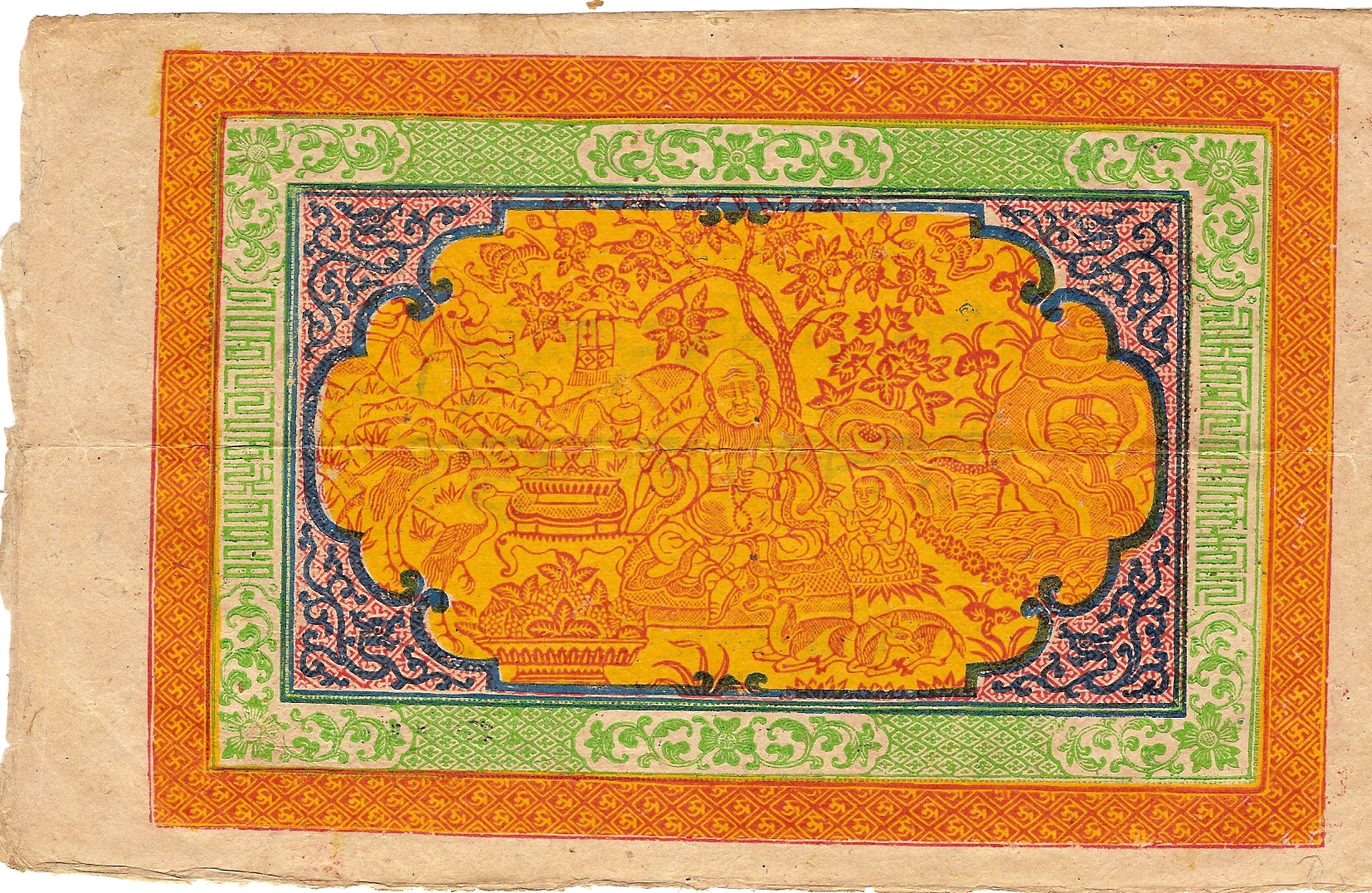
Billete de 100 Tam Srang sin fecha, emitido alrededor de 1938. Reverso. La escena dentro del central cartouche es similar a aquel visto en la parte posterior del 50 tam nota. Aun así, el árbol de melocotón ha sido reemplazado por un árbol de granada y en las esquinas izquierdas y correctas superiores dos murciélagos, emblemas para suerte buena, ha sido añadido.

El billete de mayor denominación (50 tam) se falsificaba a menudo y el gobierno tibetano decidió introducir una nueva versión multicolor impresa de una manera más sofisticada. Las leyendas en el anverso se imprimieron a partir de bloques de madera, mientras que el diseño restante en ambos lados se imprimió a máquina utilizando varios bloques de metal diferentes. Las primeras notas de este nuevo número fueron 1672 (= 1926 d. C.). Nuevos billetes de esta denominación se produjeron cada año hasta 1687 (= 1941 d. C.).
En 1937 (o '38) nuevos billetes multicolores con la denominación alta 100 tam srang fueron introducidos. Llevan el mismo sello octagonal rojo como los primeras "tam" billetes y un sello negro de un nuevo tipo que lleva la siguiente inscripción: Srid zhi dpal ´bar.
Esta leyenda refiere a la ceca de gobierno tibetano. Pueden sugerirse las siguientes traducciones: "Dos Gobiernos famosos"; "La Gloria de las casas de gobiernos (laicos y religiosos)" "Que todo ser aumente el bien" y "Gobierno, paz y progreso." Una traducción más libre diría: "Un gobierno pacífico (genera) prosperidad".
La denominación de estos billetes fue rápidamente cambiada de "tam srang" a "srang" y tuvieron un sello rojo circular más pequeño. Los billetes de 100 srang fueron impresos a máquina y numerados a mano; se emitieron regularmente entre 1939 y 1945, y nuevamente entre 1951 y 1959 pero no tenían fecha. Numerosos billetes de esta denominación han sobrevivido y son relativamente comunes en el mercado numismático.
Siguieron otros billetes denominados "srang" impresos a máquina. En 1940 vio la emisión el billete de "10 srang" que tenía la fecha tibetana 1686. Fueron impresos a máquina en tres colores (rojo, azul y negro) y llevaban diferentes fechas tibetanas hasta 1694 (= 1948 d. C.). Un billete "5 srang" sin fechar de tamaño pequeño fue emitido entre 1942 y 1946. Finalmente, un billete de "25 srang" sin fechar fue introducido en 1950 y fue emitido hasta 1955.
Todos los billetes tibetanos con la denominación srang fueron impresos en máquinas en papel de fabricación local en la ceca del gobierno de Trabshi Lekhung utilizando tintas importadas de India. Todas las denominaciones están numeradas a mano.
En 1959 estas emisiones fueron retirados de la circulación y reemplazado por los billetes chinos denominados en Renminbi Yuan.

## Cecas tibetanas

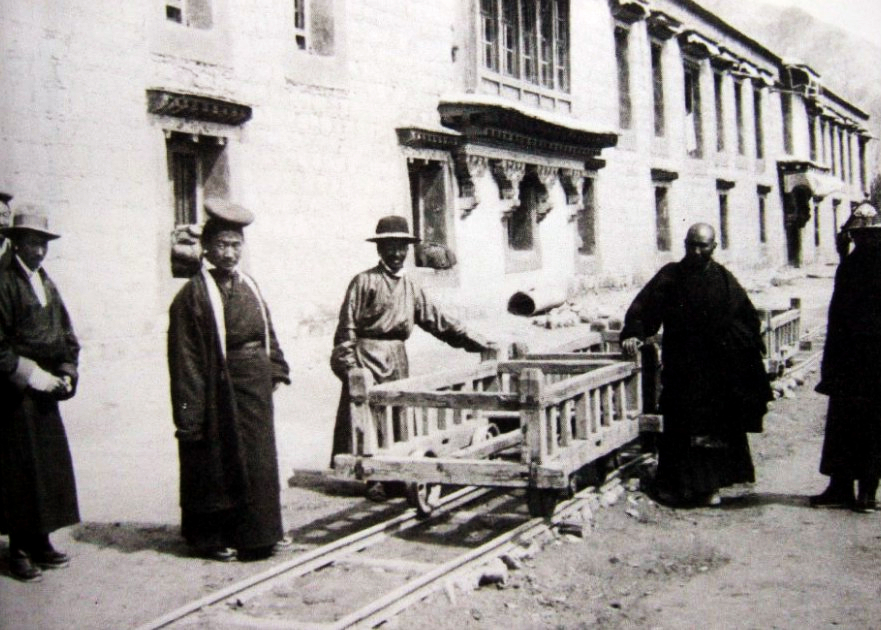
Trabshi Lekhung, 1933

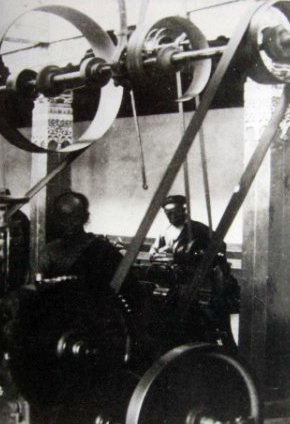
Trabshi Lekhung, 1933

Entre las cecas más importantes del XX se encontraba una conocida por el nombre de 'dod dpal (las khung) localizada en Shol, bajo el Palacio Potala, y otra localizada aproximadamente 10 kilómetros al notre/nordeste de Lhasa en el Valle Dode (dog bde o valle dog sde).
Otra casa de moneda importante se encontraba en Trabshi (4 kilómetros al norte de Lhasa de camino al monasterio de Sera). Esta ceca se modernizó a principios de la década de 1930, toda la maquinaria de las otras cecas se transfirió posteriormente a este establecimiento, que funcionó como la única ceca del gobierno tibetano desde 1932 en adelante. Tenía el nombre oficial de Trabshi Lotrü Lekhung (grwa bzhi glog ´khrul las khung, la "fábrica de máquinas eléctricas Trabshi"). Hoy en día, el enorme recinto de la antigua casa de moneda está ocupado por una de las varias prisiones de Lhasa, conocida como "Prisión de Trabshi".
Además, una casa de moneda llamada gser khang ("casa del oro"), ubicada al oeste de Norbulingka, estaba en operaciones en la década de 1920 para la acuñación de monedas de oro y cobre. Una ceca conocida como Mekyi (en tibetano me kyid; abreviatura de me tog skyid po que significa "flores agradables") estaba ubicada en la residencia del Amban chino y quizás fue utilizada por los chinos en 1910 para acuñar monedas sino-tibetanas. Fue asumido por el gobierno tibetano después de la partida forzada del último Amban en 1913, y allí se acuñaron monedas entre 1914 y principios de la década de 1930. Un establecimiento ubicado al sur del (río) Kyichu cerca de Lhasa, conocido como Tip Arsenal, se menciona ocasionalmente como "ceca", aunque no hay evidencia de que allí se acuñaran monedas. Una pequeña fábrica destinada a la producción de piezas en bruto de cobre existía en el valle de Chumbi a medio camino entre Yatung y la frontera entre Tíbet y Sikkim; su nombre era Norbu Tsoki (en tibetano: ni bu mthso dkyil ) y estuvo operativa entre 1923 y 1928.
Las monedas de los siglos XVIII y XIX fueron acuñadas a mano y las del temprano siglo XX por máquinas localmente construidas, accionadas por la acción del agua o del hombre. A partir de la década de 1920, las monedas fueron acuñadas por máquinas importadas de Inglaterra y de la India británica, primero de forma experimental entre 1928 y 1929, y luego a gran escala desde 1932 hasta 1938, y nuevamente vez de 1946 a 1954. La energía eléctrica para estas máquinas fue suministrada por una central hidroeléctrica en el Valle de Dode, que fue instalada entre 1927 y 1928 con equipamiento importado de Inglaterra en 1924.

## 1955 a 1959

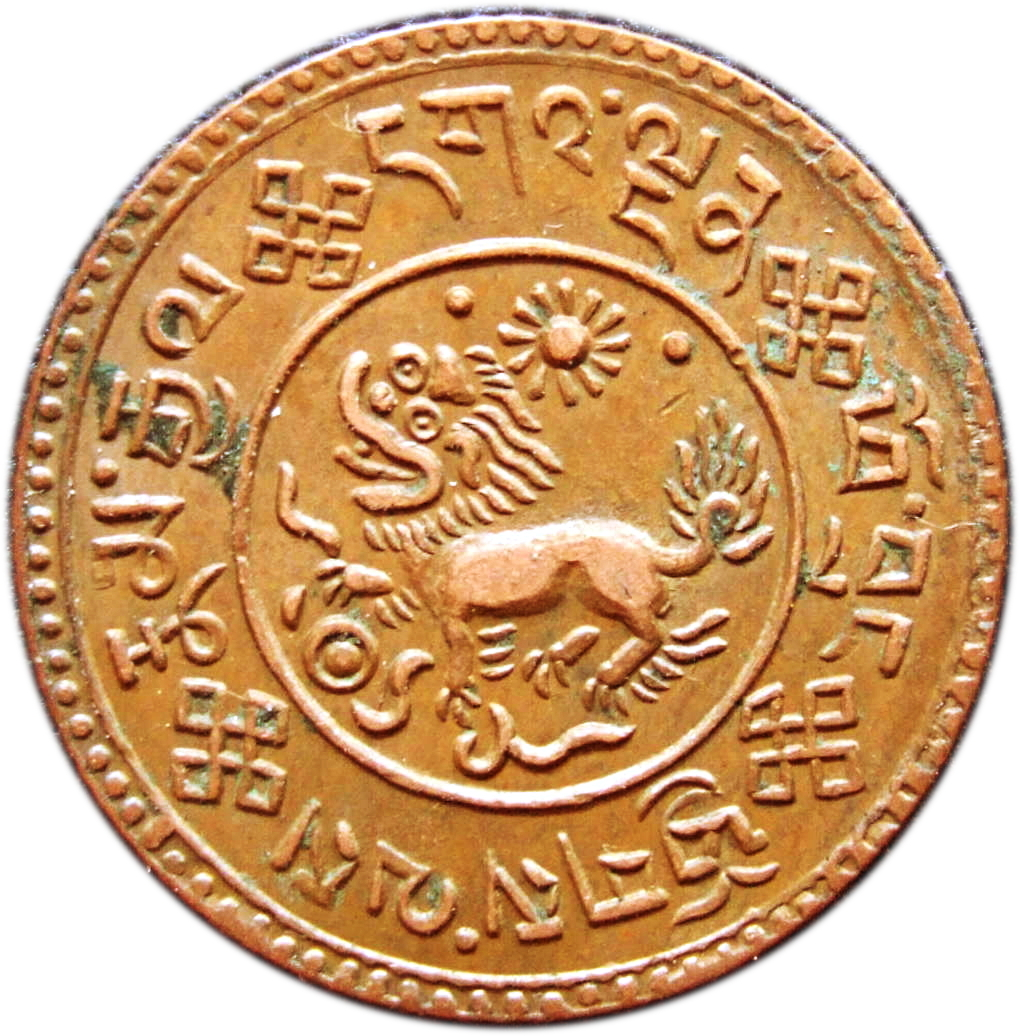
Moneda de cobre de 1 sho, fecha 16-6 (=1932), anverso.

Después de la batalla de Chamdo en 1950-51 la renovada interversión de Chino resultó en una situación en donde ninguna moneda más fue acuñada entre 1955 y 1959. Sin embargo, billetes de 100 srang continuaron imprimiéndose. En la temprana década de los '50's los chinos recuperaron dólares con el retrato de Yuan Shikai en la ceca de Chengdu. Estos fueron introducidos al Tíbet para pagar a los trabajadores tibetanos implicados en la construcción de carreteras y para comprar la buena voluntad de los influyentes tibetanos. Muchos dólares de Yuan Shikai fueron contrabandeados a la India por comerciantes tibetanos quiénes compraron bienes occidentales en Calcuta los cuáles vendieron con ganancias considerables a los miembros del ejército chino en Lhasa.

## Después de 1959

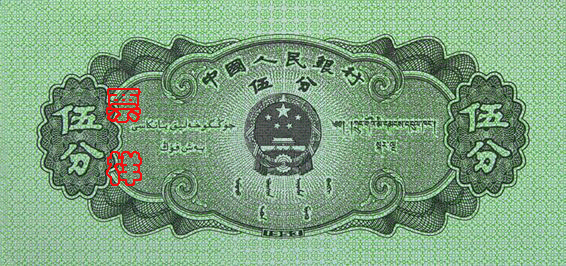
Billete de cinco mimang shogngul skar, emitido en 1953, y que circuló hasta 2007

Durante el gran éxodo de los tibetanos, para mediados de 1959, también se detuvo la circulación de billetes, cuándo la RPC introdujo el mimang shogngul (= "el dinero de papel del pueblo") como moneda en Tíbet, finalmente reemplazando al tradicional dinero tibetano.
Desde 1959, el mimang shogngul sgor (tibetano: སྒོར་, ZYPY: Gor) es utilizado. Un sgor está dividido en 10 sgor-zur (tibetano: སྒོར་ཟུར་, ZYPY: Gorsur) o 100 skar (tibetano: སྐར་, ZYPY: Gar).
Un sgor se llama gor gcig (tibetano: སྒོར་གཅིག།) mientras que un skar se llama skargang (tibetano: སྐར་གང༌།).

## Fechas en monedas tibetanas

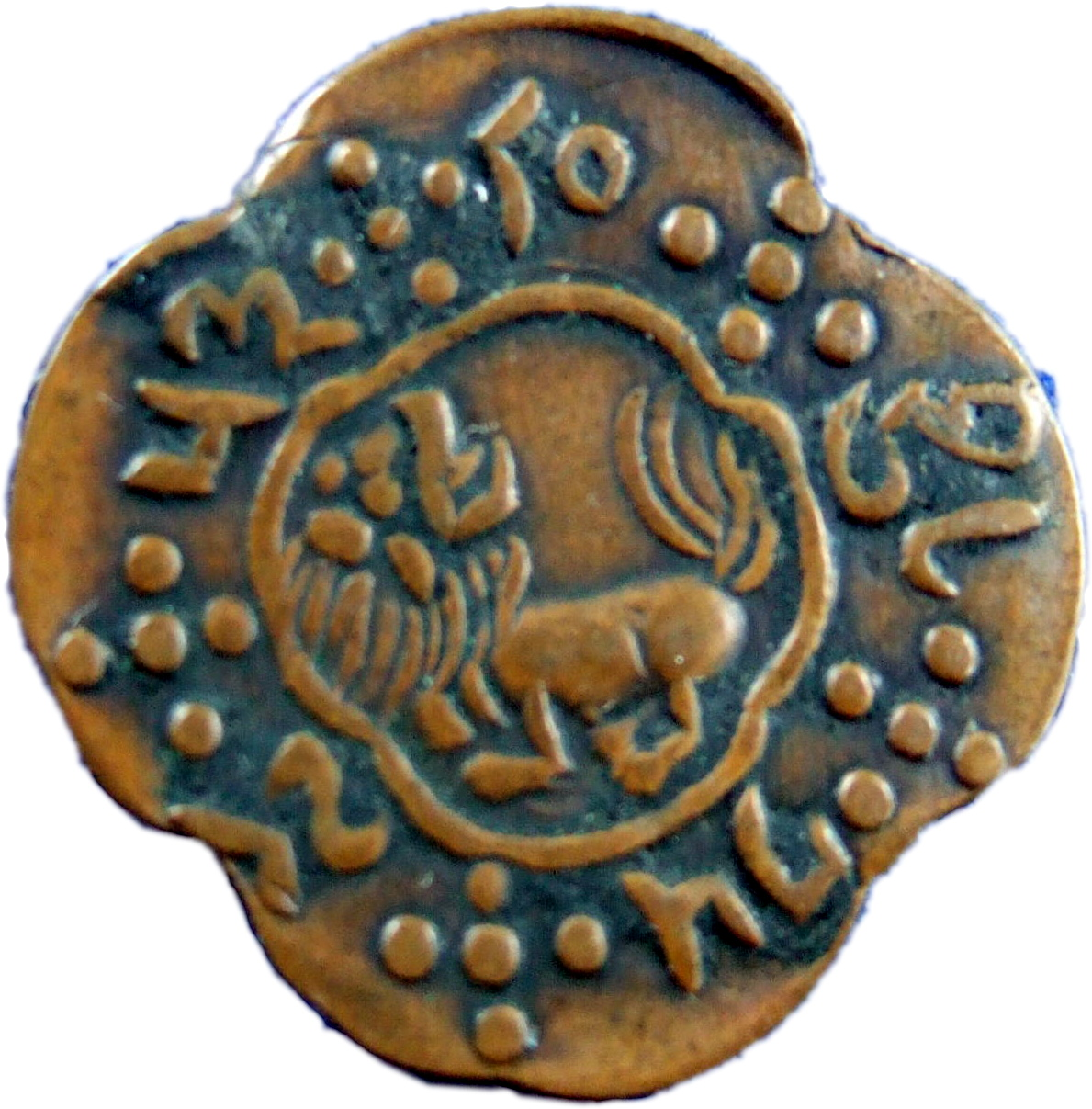
Moneda de 2½ skar tibetano de cobre, fechada en 15-53 (=1919), anverso

Excepto por las monedas sino-tibetanas, los primeros  tangkas sin fechar del siglo XVIII, y las emisiones Ganden tangka (también sin fechar), todas las monedas tibetanas están fechadas con el ciclo y el año en que fueron acuñadas. Cada ciclo comprende 60 años. El primer año del primer ciclo corresponde al año occidental 1027 d. C.
De acuerdo a la tradición tibetana, el Kalachakra (dus kyi ‘khor lo) fue introducido al Tíbet desde India en el año 1026. Por lo tanto, las fechas encontradas en las monedas tibetanas registran el número de años que pasaron desde este evento histórico. Para convertir una fecha de ciclo de una moneda tibetana a una occidental puede utilizarse la siguiente fórmula: (Número de ciclos menos 1) por 60, más el número años, más 1026.
Ejemplo: rab byung 15 lo 43 significa que transcurrieron 14 ciclos completos más de 43 años del 15.º ciclo han desde el año 1026. Esta fecha puede ser convertida como:(15 – 1) × 60 + 43 + 1026 = 1909 d. C..
Es necesario saber que el calendario tibetanonormalmente empieza en lo que es el mes de febrero según el calendario de Occidente. Por lo tanto, la moneda del ejemplo anterior no puede haber sido acuñada en enero de 1909, pero pudo haber sido acuñada a fines de enero o principios de febrero de 1910.

## Unidades de moneda tibetanas
Tíbet tuvo un sistema dual y por tanto complejo de unidades de moneda. Uno fue importado de Nepal y su unidad básica era el "tangka" (también llamado "trangka" "tam" o "tamga"; equivalente a aproximadamente 5,4 a 5,6 gramos de aleación de plata). El otro fue importado de China y su unidad básica era el "srang" (en chino liang, equivalente a 37,3 gramos de plata). Estos dos sistemas fueron utilizados en el Tíbet al mismo tiempo desde aproximadamente 1640 hasta 1959.
| Calcular los valores respectivos de unidades monetarias                                                       | Las subdivisiones del srang | Monedas de plata, sólo acuñadas en los siglos XVIII y XIX |
| --- | --- | --------------------------------------------------------- |
| - 1 srang = 6 2/3 tangkas - 1 tangka = 1 ½ sho = 15 skar - ½ tangka = 7 ½ skar - 1 sho = 2/3 tangka = 10 skar | - 1 srang = 10 sho = 100 skar - 1 sho = 10 skar - 1 srang conocido como "srang gang" - 1 sho llamado "zho gang" - 2 sho apodado "zho do" | - ½ sho - ½ tangka = ¾ sho - 1 sho - 1 tangka             |

Las unidades pequeñas de ½ sho y ½ tangka eran acuñadas sólo para circulación en números pequeños en 1793. Existieron algunas monedas de ½ sho fechadas en el año 59 de la era Qianlong. Estas, sin embargo, son extremadamente raras, y la mayoría de ellas probablemente deban ser considerados como monedas patrones o prototipos.
En el siglo XX, las siguientes unidades fueron acuñadas:
| Cobre | Plata o billon | Oro                     |
| --- | --- | ----------------------- |
| - ½ skar ("skar che") - 1 skar ("skar gang") - 1/8 sho - ¼ sho - 2 ½ skar ("skar phyed gsum" o "kha gang") - 5 skar ("skar lnga") - 7 ½ skar ("skar phyed brgyad") - 1 sho ("zho gang") - 3 sho ("zho gsum") - 5 sho ("zho lnga") | - 1 tangka - 1 sho ("zho gang") - 2 sho ("zho ") - 5 sho ("zho lnga") - 1 srang ("srang gang") - 1 ½ srang ("srang gang zho lnga") - 3 srang ("srang gsum") - 5 srang (en números limitados; esta moneda era también acuñada en cobre) - 10 srang ("srang bcu") | - 20 srang ("gser tam") |

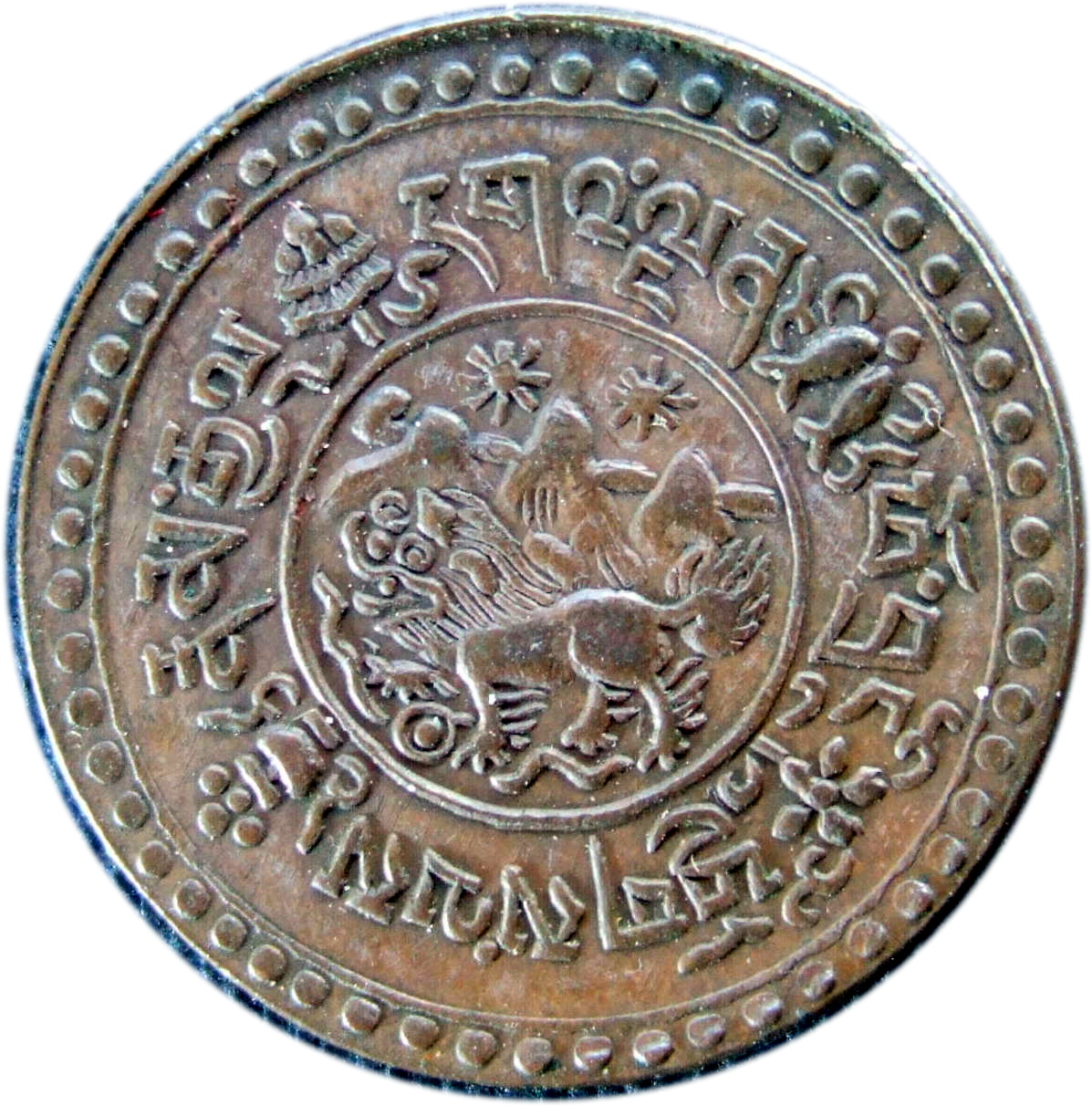
3 Sho de cobre, fechada en 16-20 (1946), anverso
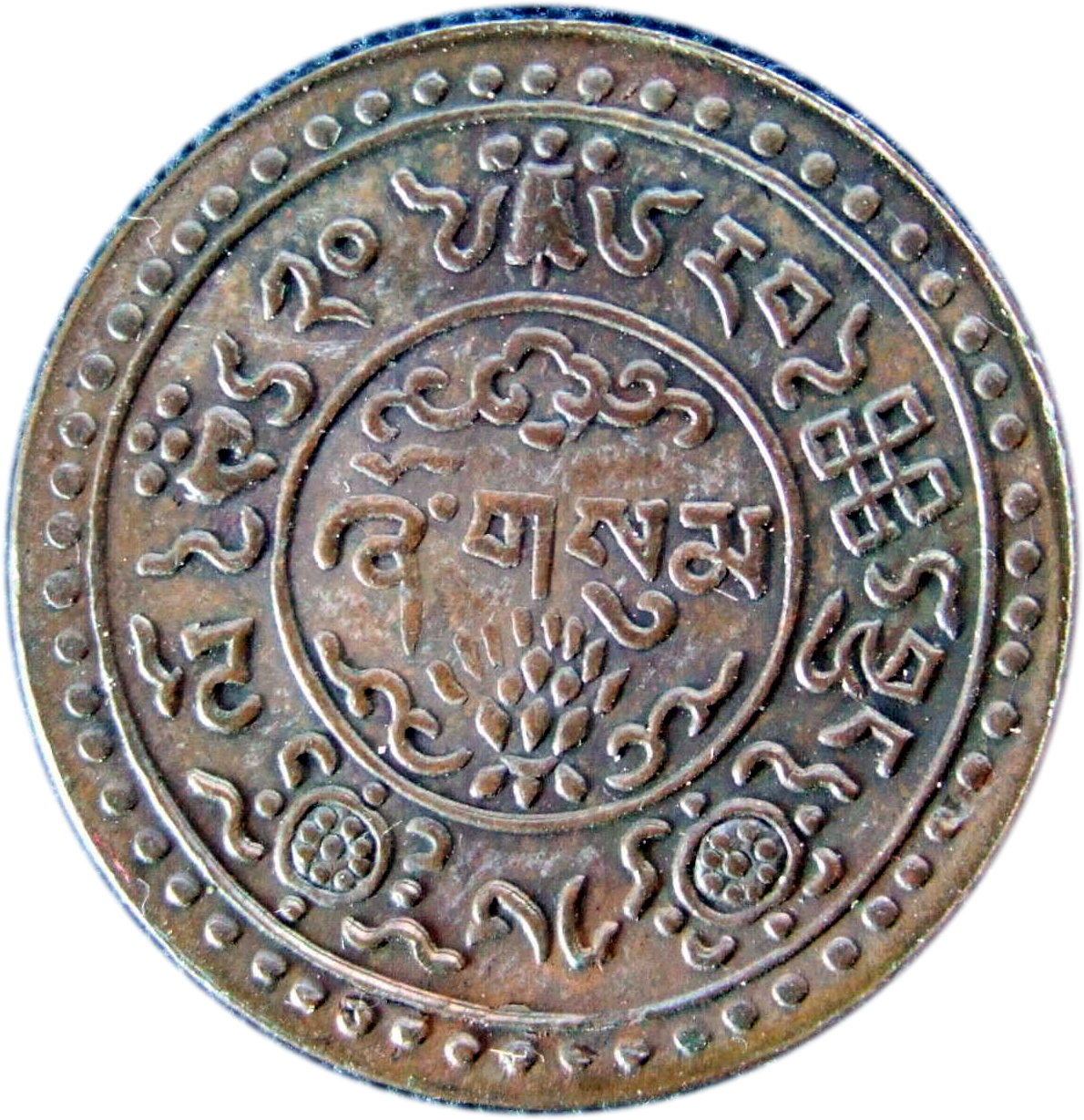
3 Sho de cobre, fechada en 16-20 (1946), reverso
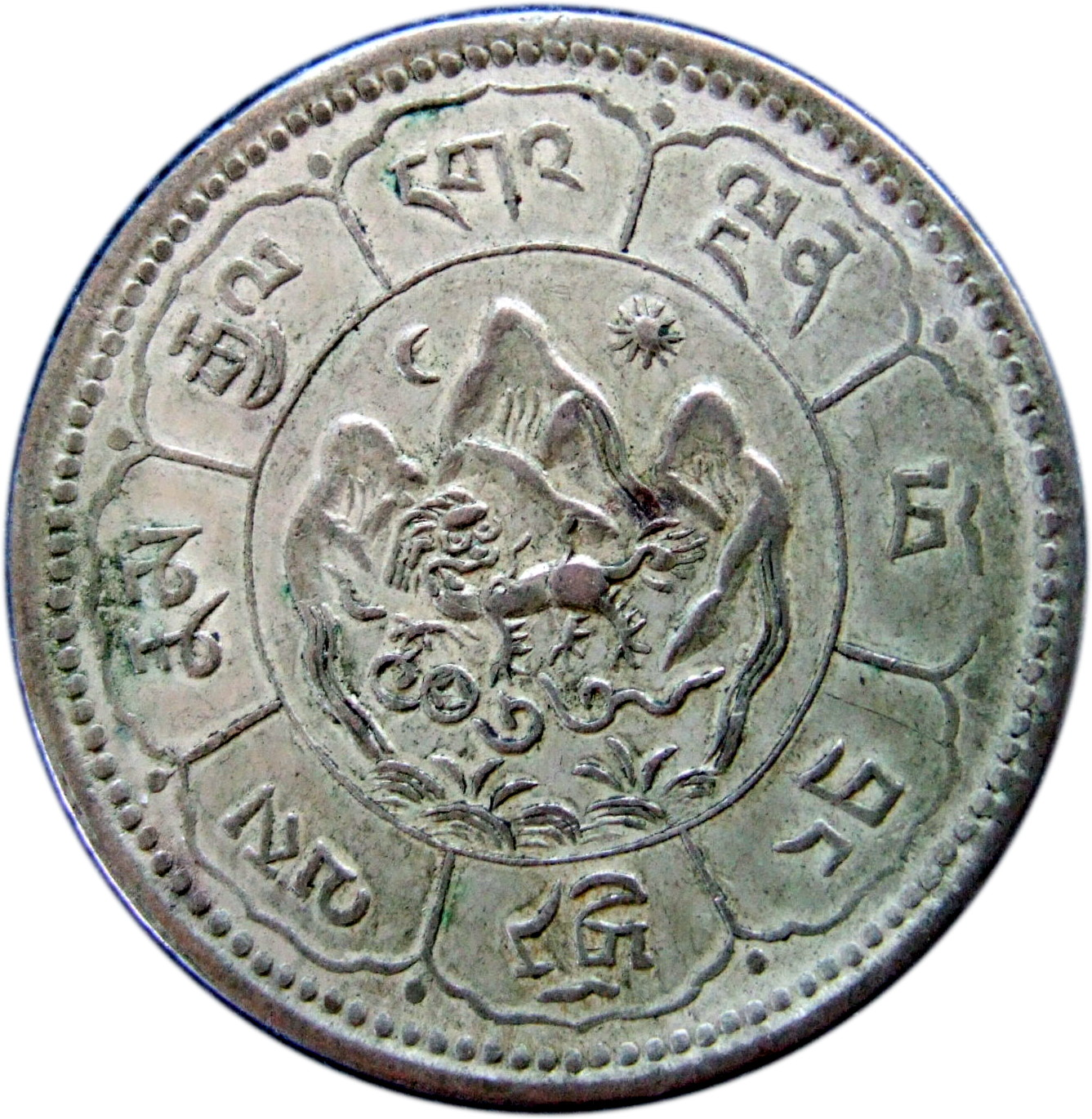
Moneda de 10 Srang de billon, fecha 16-24 (1950), anverso.
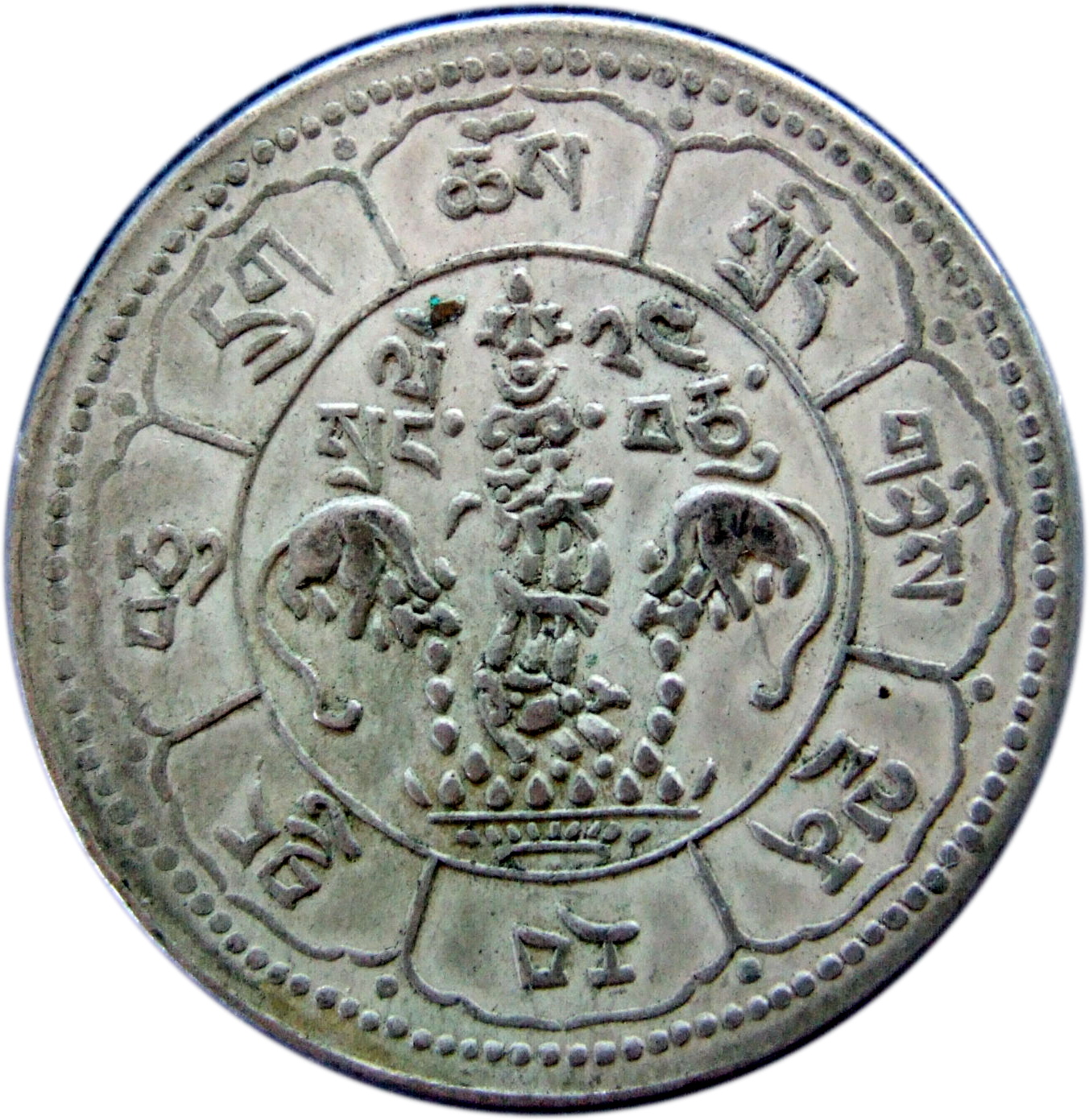
Moneda de 10 Srang de billon, fecha 16-24 (1950), reverso
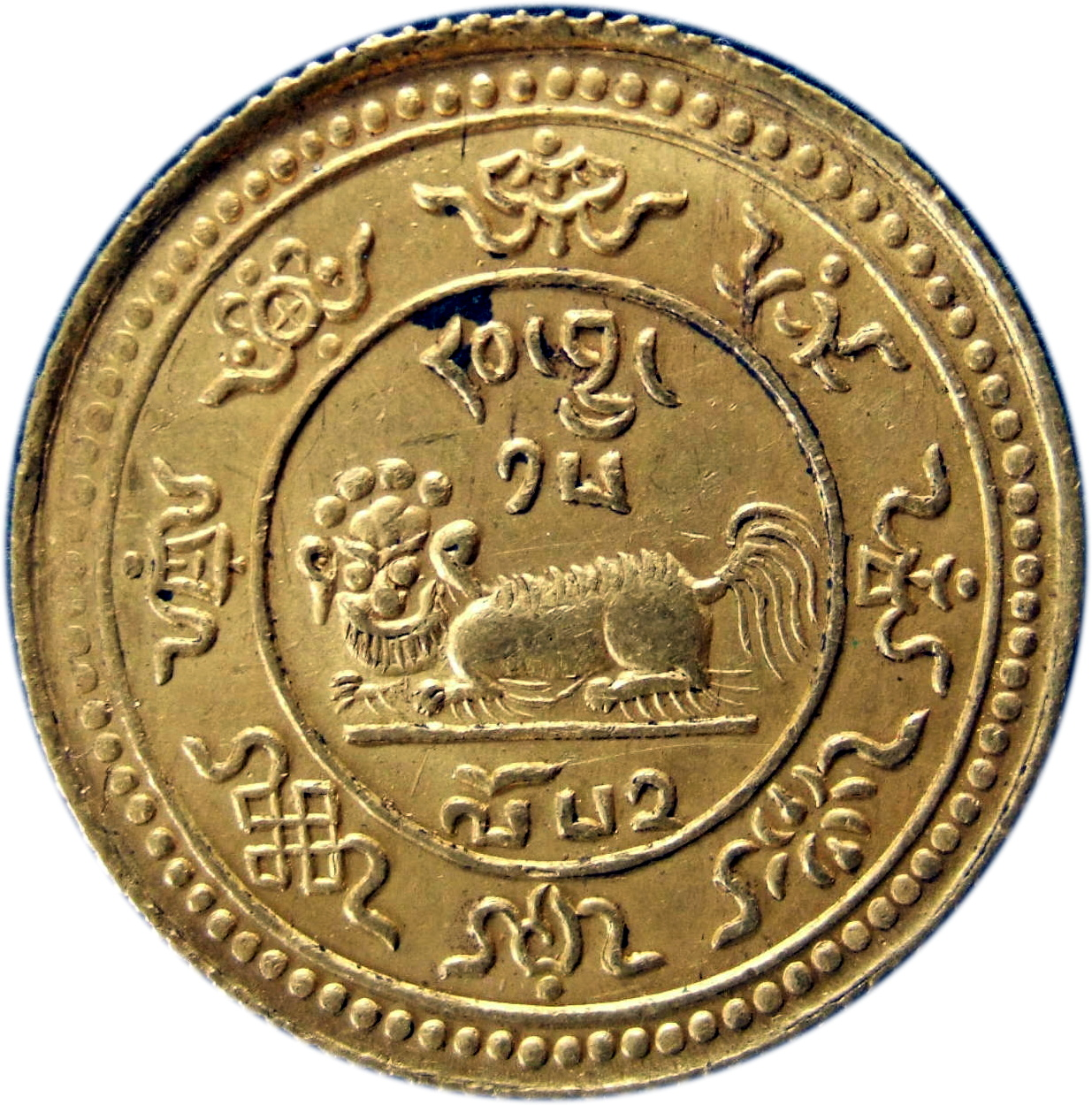
Moneda de oro de 20 Srang tibetano, fechada en 15-52 (=1918), anverso
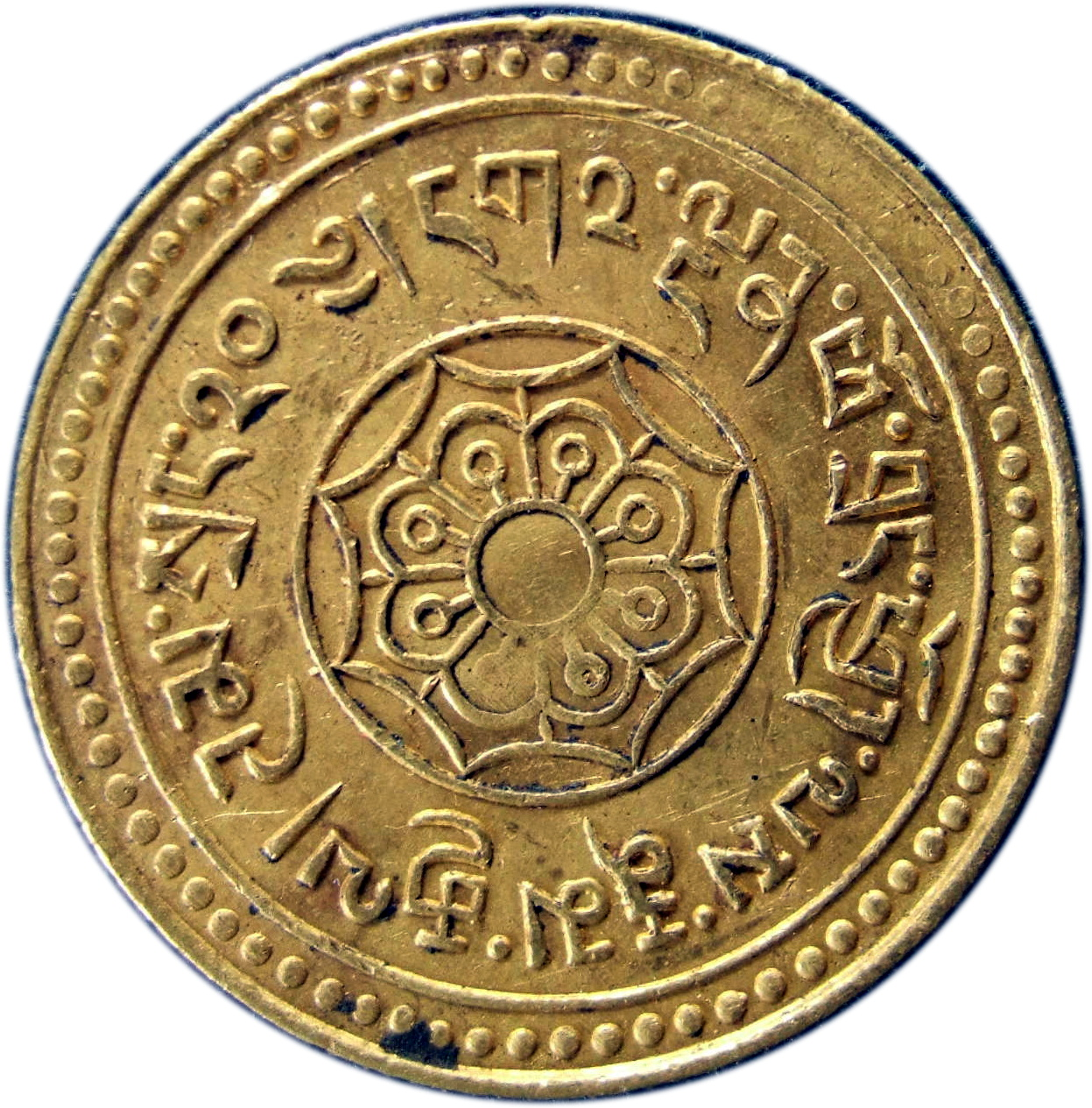
Moneda de 20 Srang tibetano, en fecha 15-52 (1918), reverso.
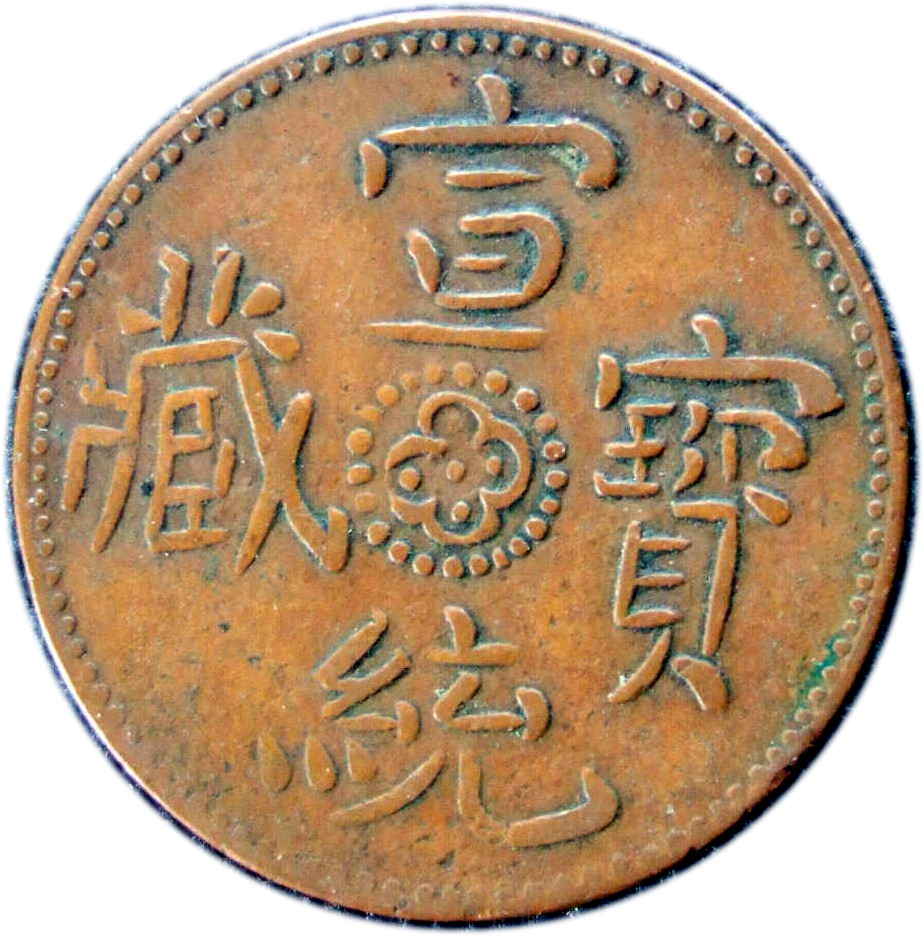
Moneda de medio skar de cobre de la era Xuan Tong (1910), anverso.

## Una selección de monedas tibetanas

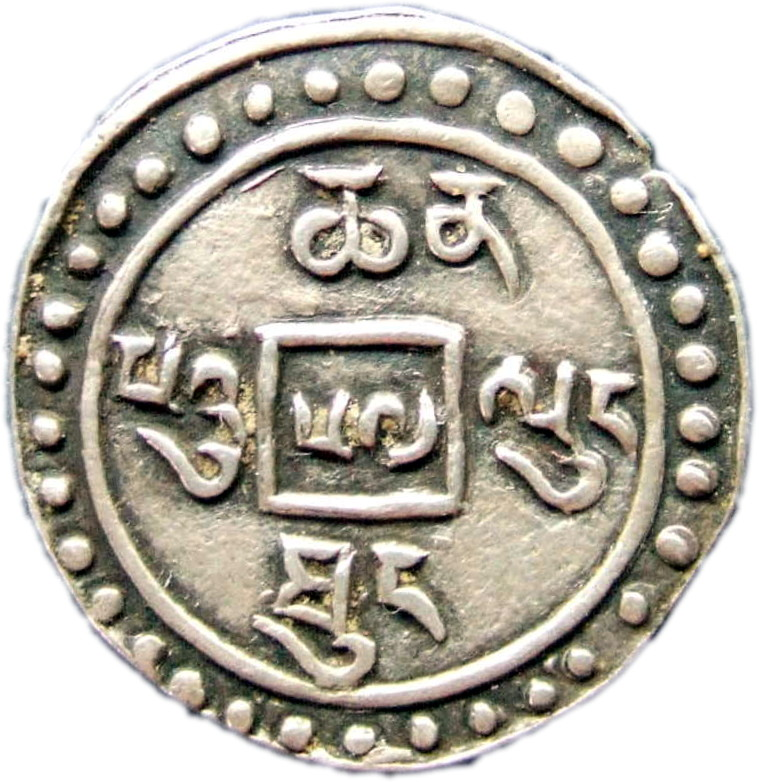
Moneda sino-tibetana de medio sho, fechada en el año 57 de la era Qianlong, anverso. Esta es un diseño de moneda que no fue autorizada por las autoridades imperiales de China, ya que tiene inscripciones en tibetano de ambos lados. En el siguiente año 58 (1793) se inició la emisión regular de monedas sino-tibetanas que tenían una inscripción en Chino en el anverso y una leyenda en tibetano en el reverso.
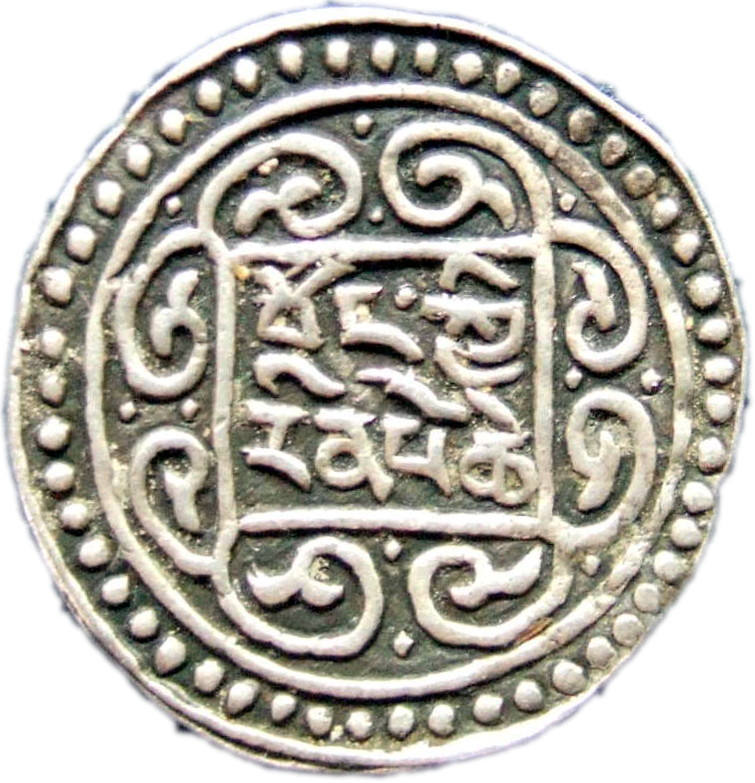
Moneda sino-tibetana de medio sho, fechada en el año 57 de la era Qianlong. Reverso. La inscripción dice bod kyi rin po che ("preciosa tibetana [moneda]")
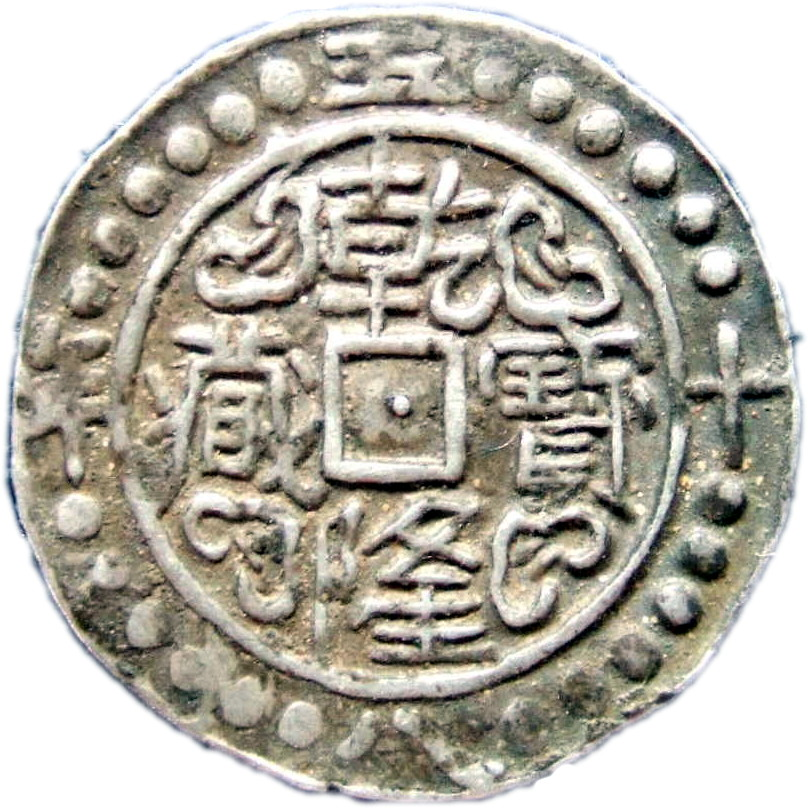
Moneda sino-tibetana de medio sho, fechada en el año 58 de la era Qianlong. Anverso. La inscripción en chino reza qianlong bao tsang ("dinero tibetano de Qianlong")
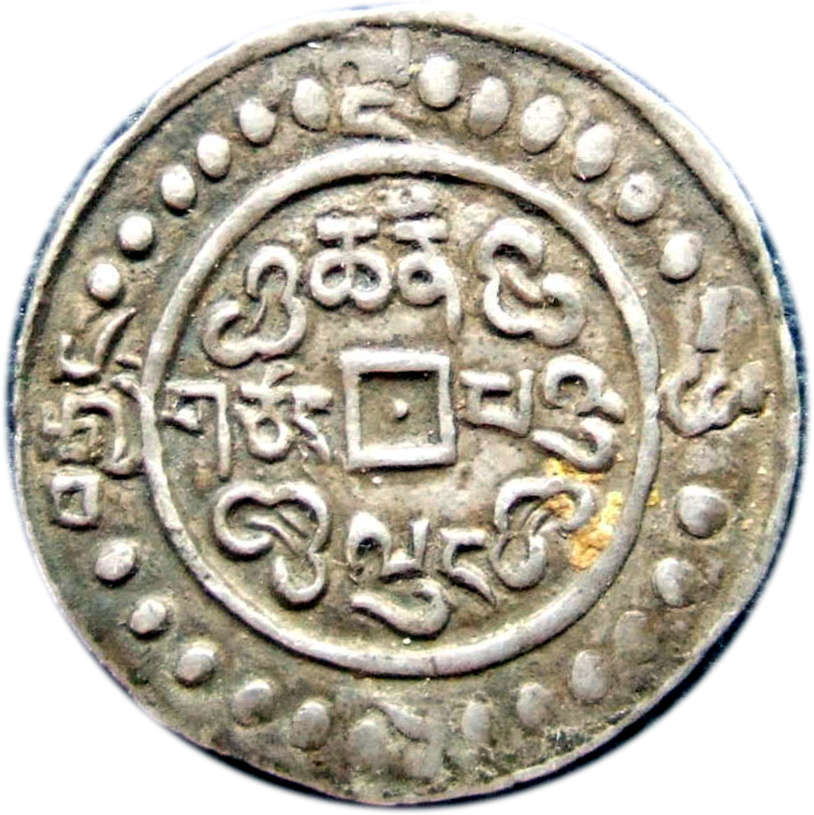
Moneda sino-tibetana de medio sho, fechada en el año 58 de la era Qianlong. Reverso
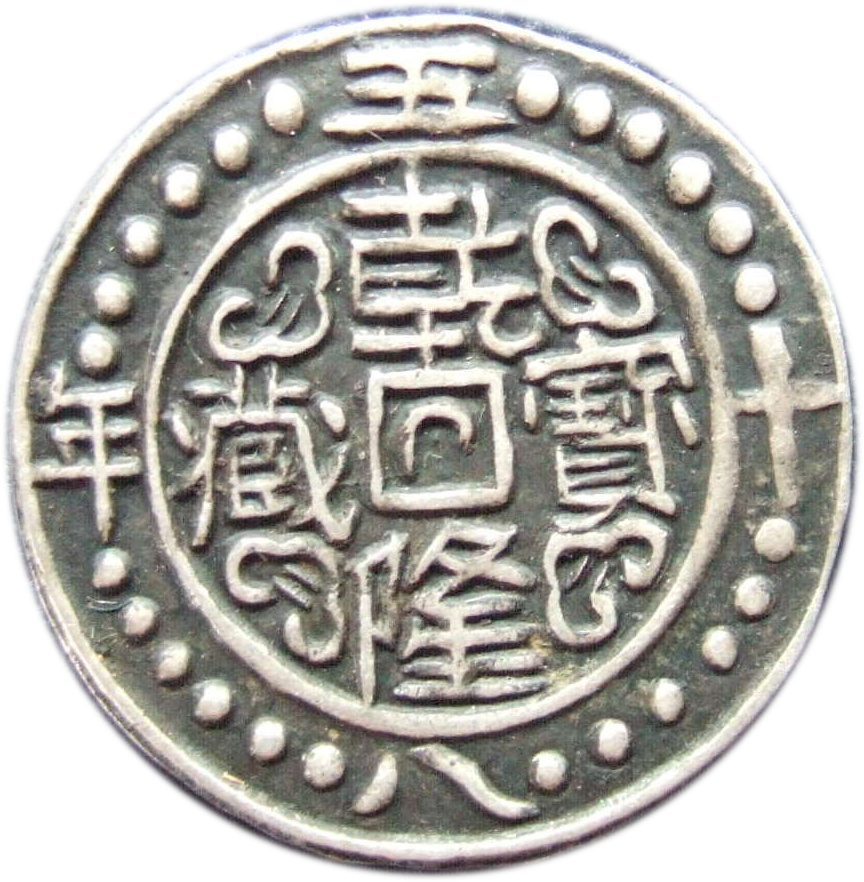
Moneda sino-tibetana de medio tangka, fechada en el año 58 de la era Qianlong. Anverso.
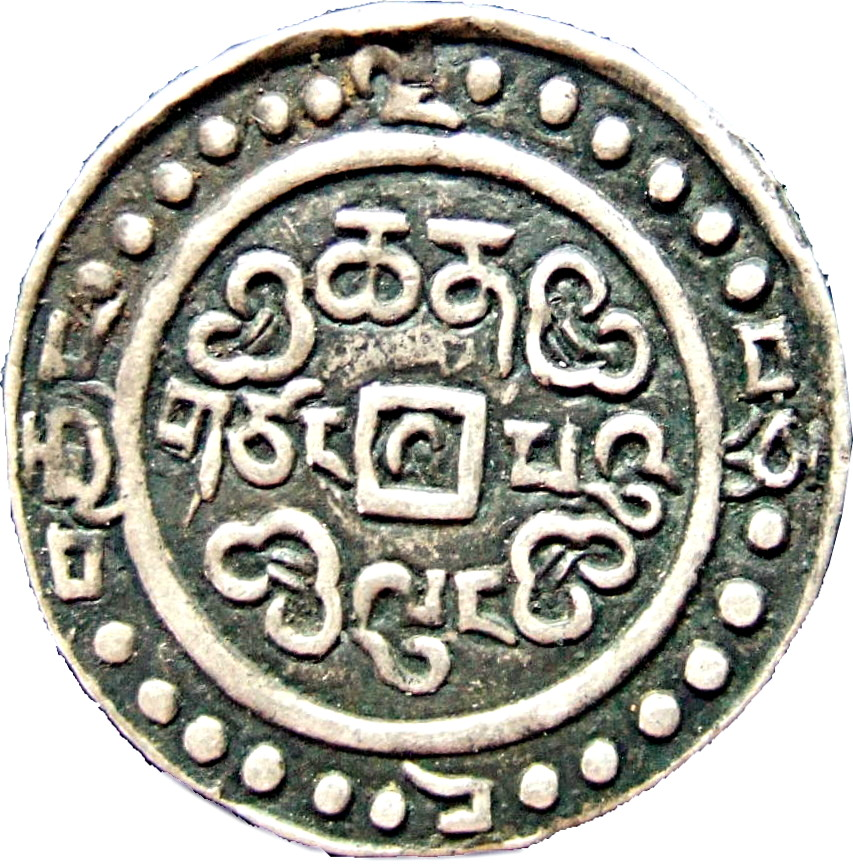
Moneda Sino-tibetana de medio tangka, fechada en el año 58 de la era Qianlong. Reverso.
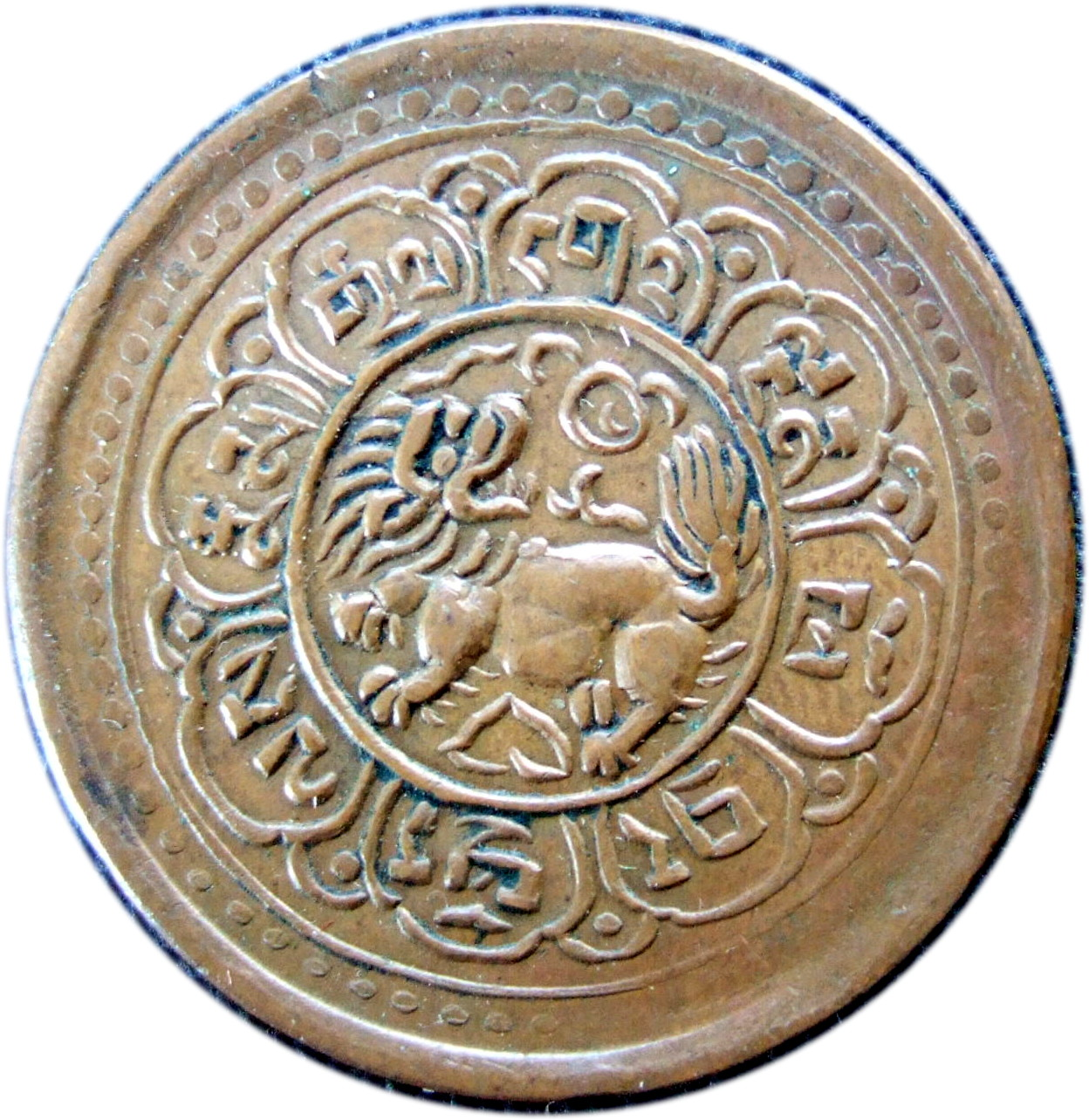
Moneda de 7 y medio skar, fecha 15-43 (1909), anverso.
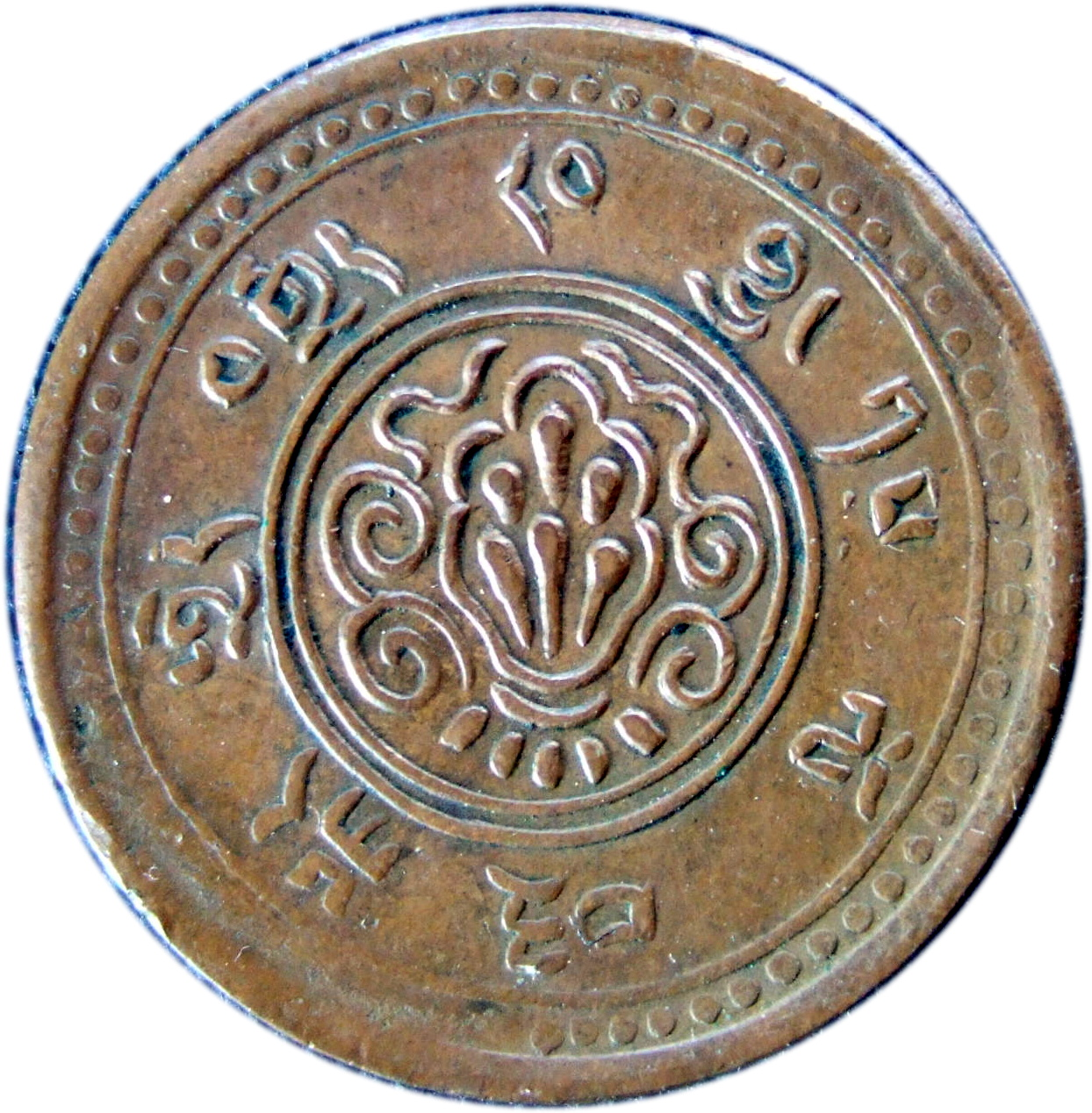
Moneda de cobre de 7 y medio skar, fecha 15-43 (1909), reverso.
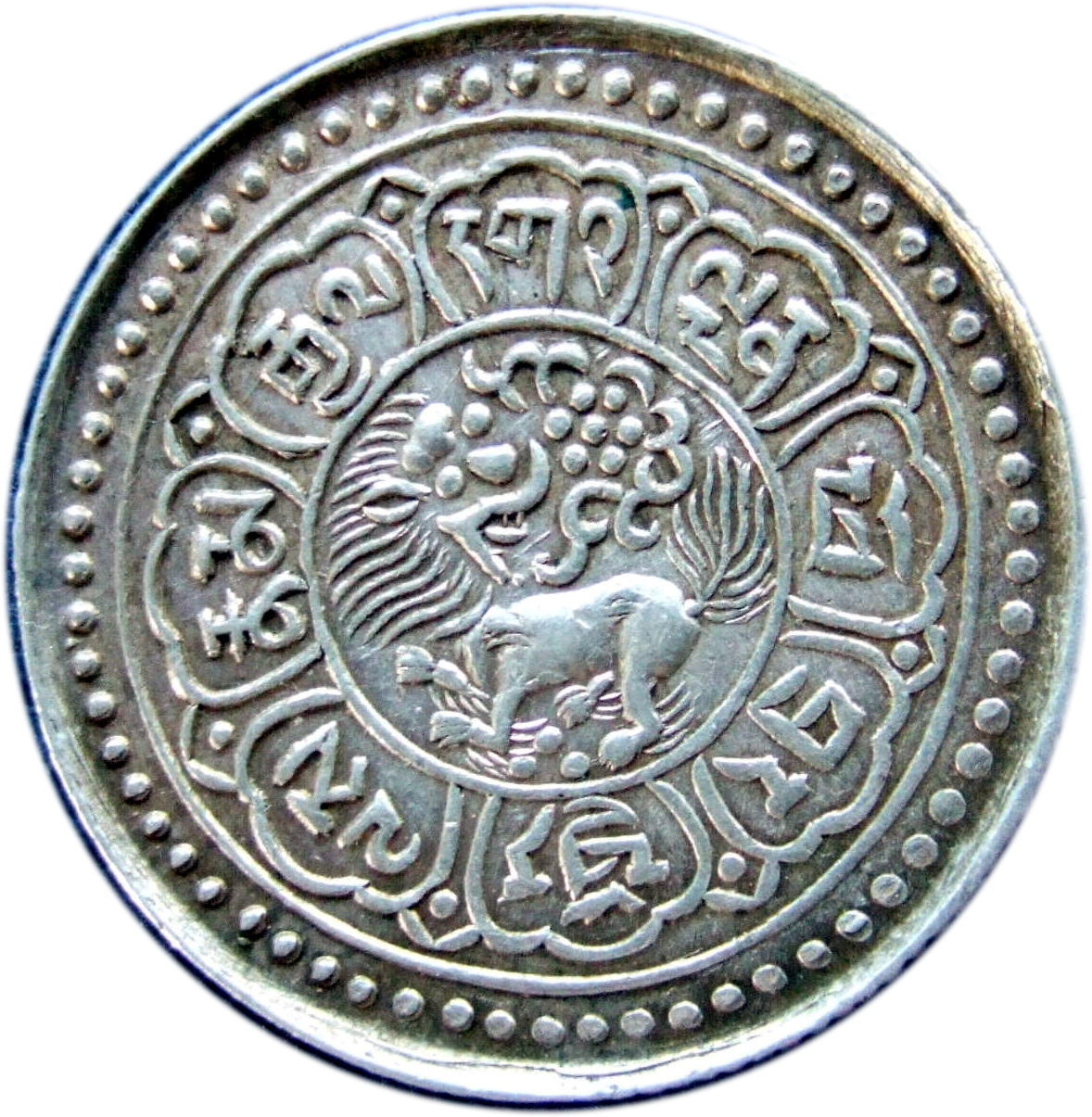
Moneda de plata de 5 sho, fecha 15-52 (1918), anverso.
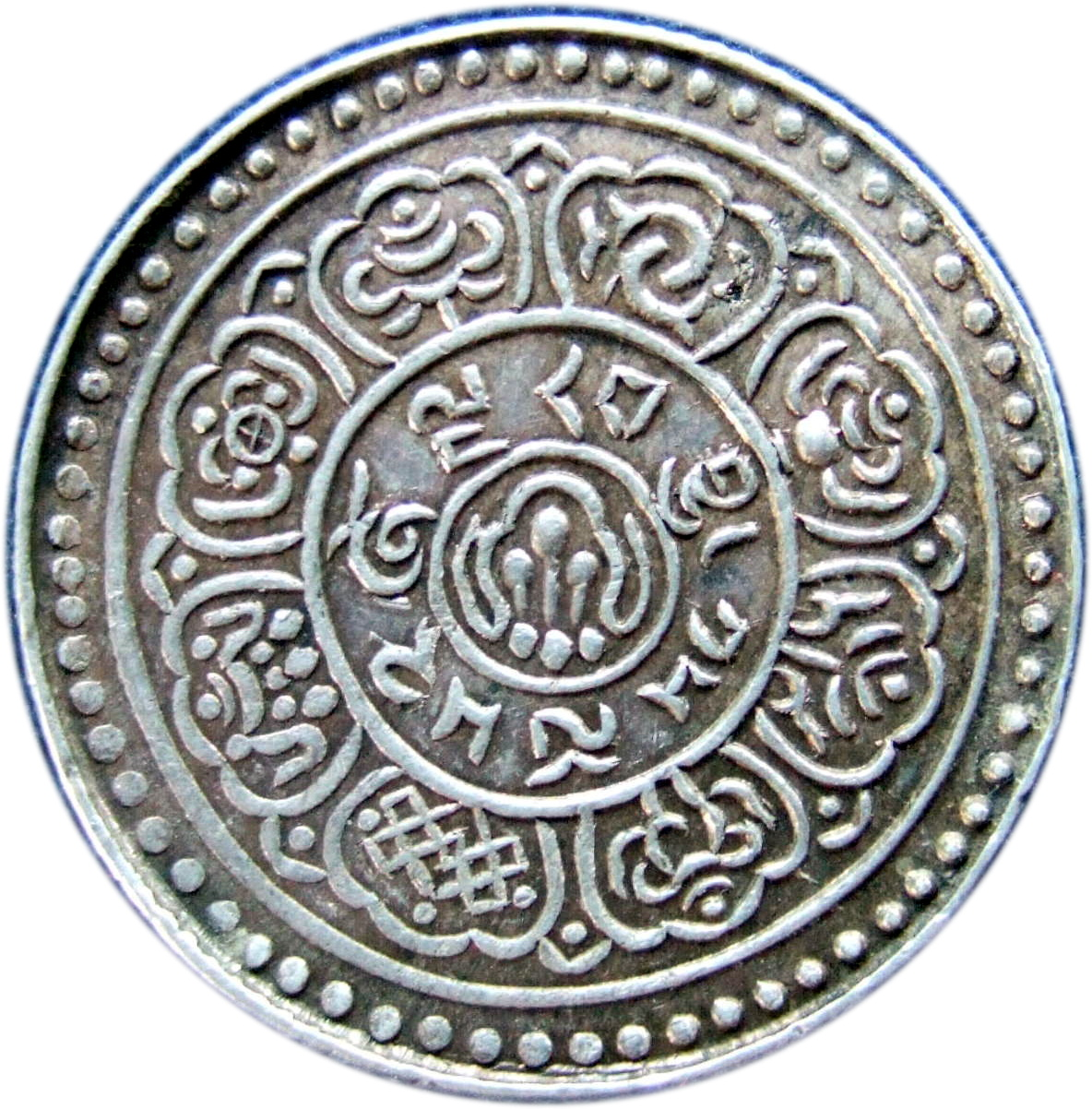
Moneda de 5 sho de plata, fecha 15-52 (1918), reverso.
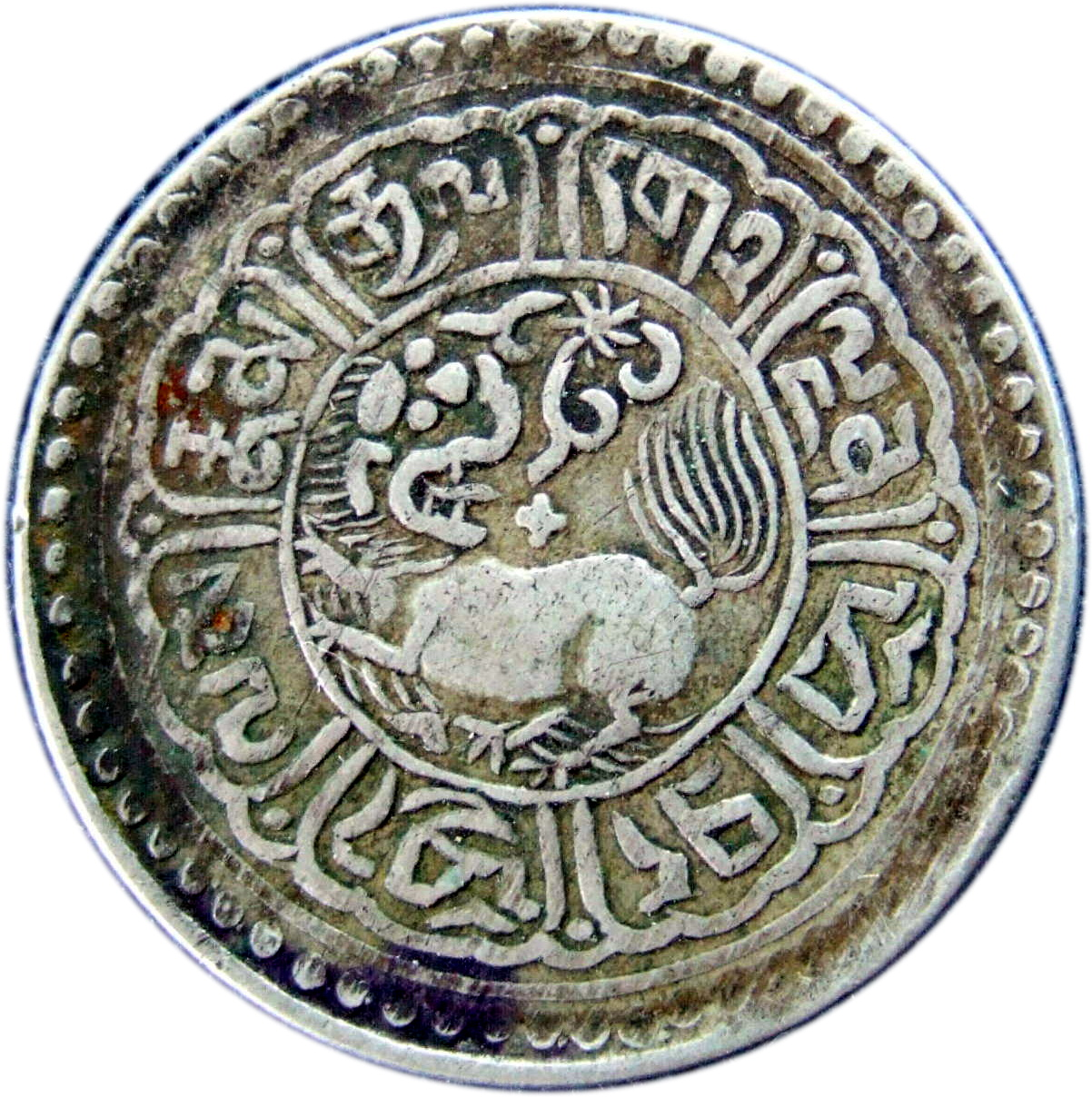
Moneda de 5 sho de plata, fecha 15-56 (1924), anverso.
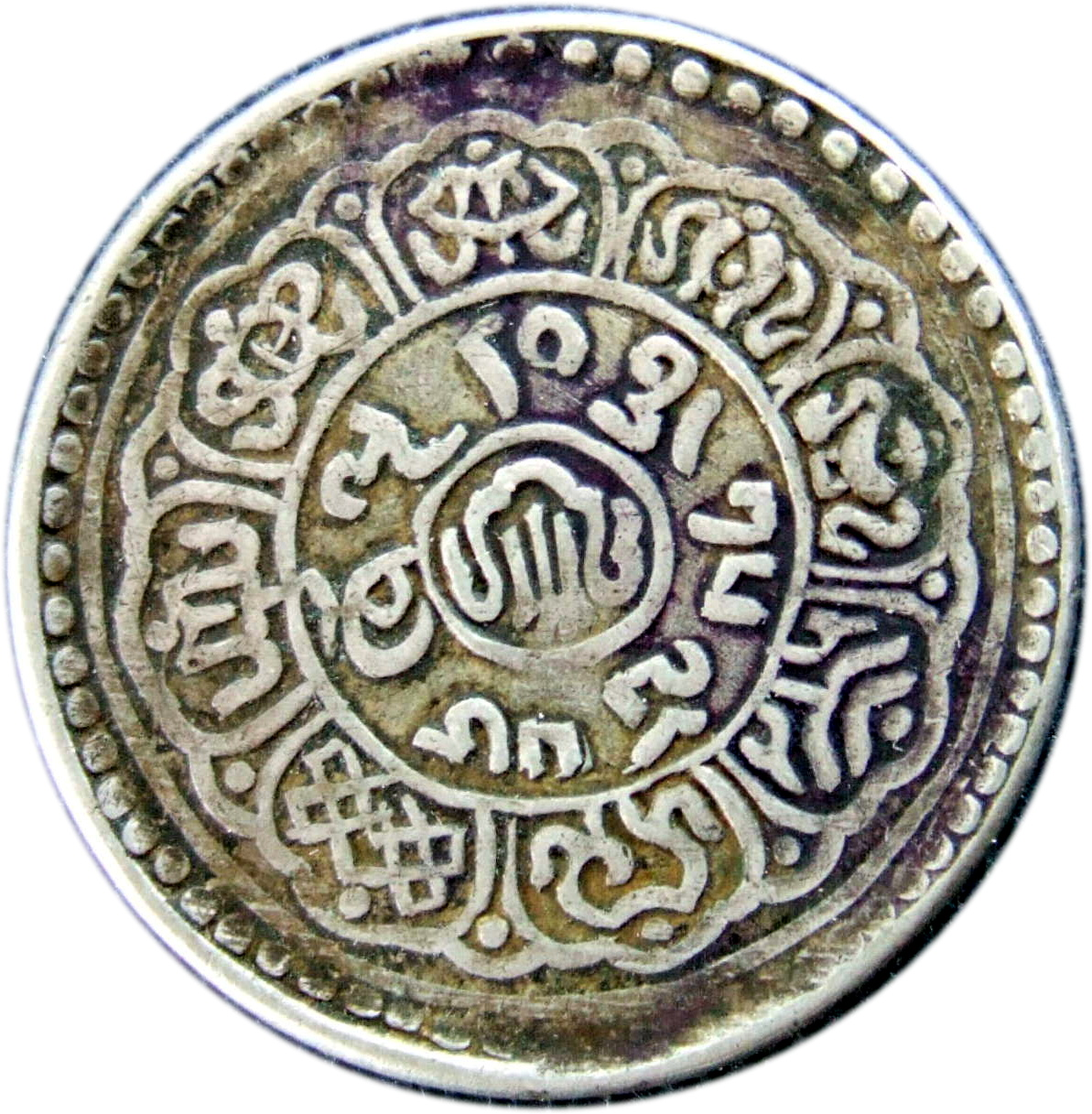
Moneda de 5 sho de plata, fecha 15-56 (1924), reverso.
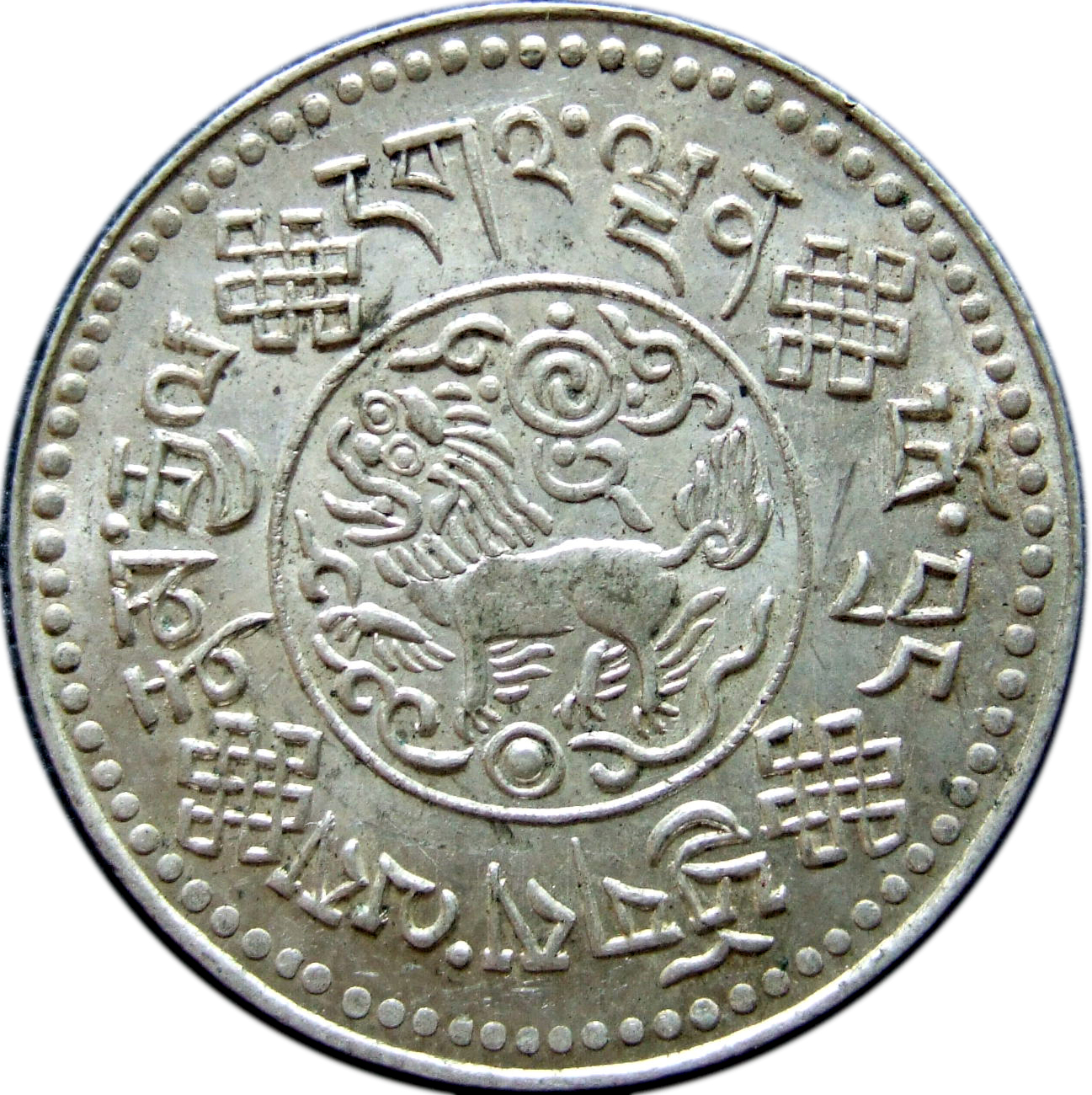
Moneda de 3 Srang de plata, fecha 16-8 (1934), anverso.
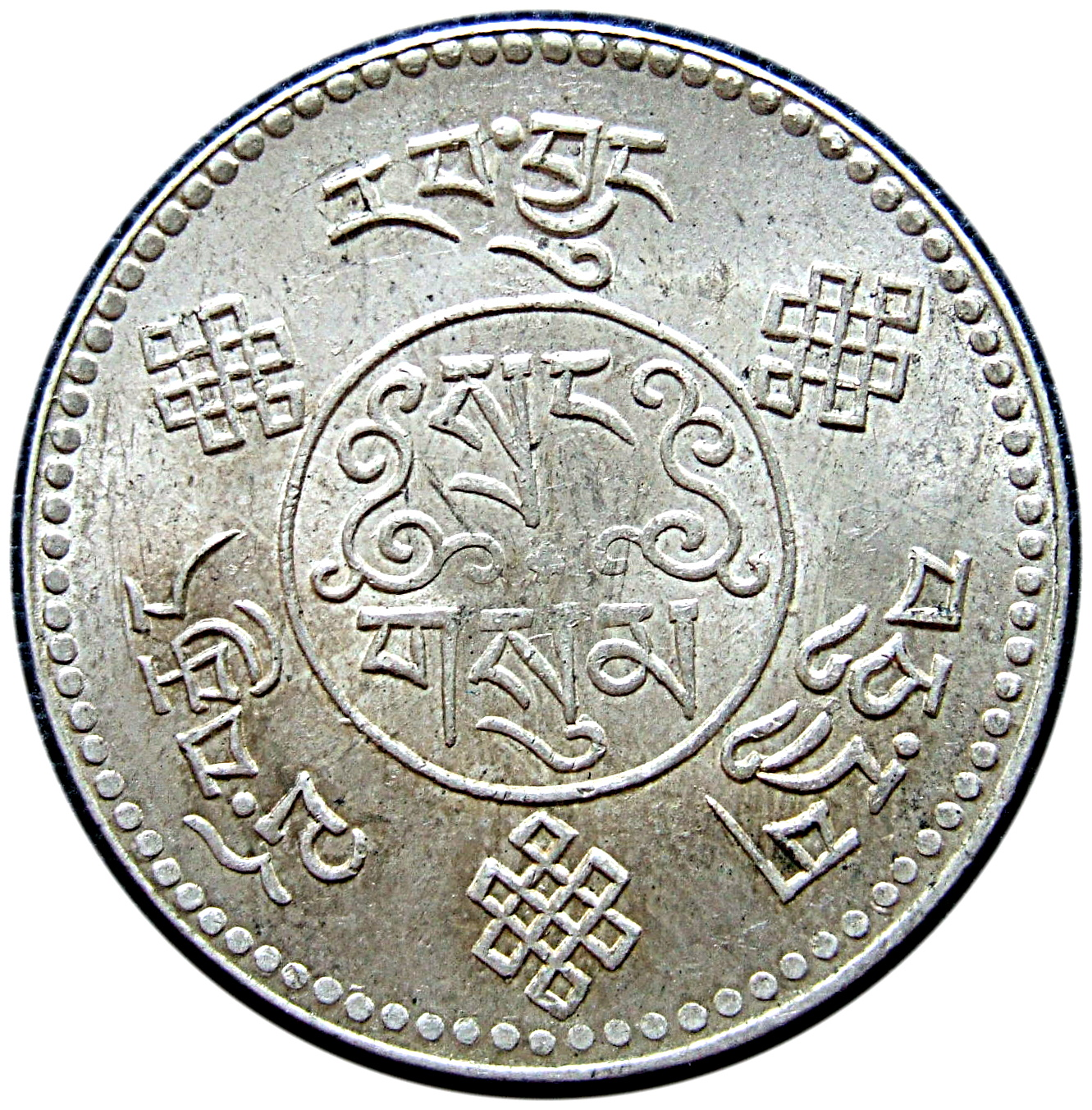
Moneda de 3 Srang de plata, fecha 16-8 (1934), reverso.